# Apáczai Csere János-díj
Az Apáczai Csere János-díj 1973-ban alapított, az oktatásügyet felügyelő miniszter által adományozható szakmai elismerés pedagógusok és főiskolai, egyetemi oktatók részére, kiemelkedő oktatási-nevelési-gyógypedagógiai munkájukért, valamint a pedagógiai gyakorlatot segítő kiemelkedő tudományos tevékenységükért.
A díjat a minisztertanács alapította 1973. május 13-án kihirdetett 1013/1973. számú határozatával. A díjat első alkalommal 1973. június 1-jén, az iskolák államosításának 25 évfordulóján és a pedagógusnap alkalmával osztották ki a Parlamentben tíz fő részére. Az 1975-ös díjátadó kivételesen egy héttel később, a névadó Apáczai Csere János születésének 350. évfordulóján volt. 1992-ben március 15-én került sor a díjkiosztásra. 1993 és 2012 között az elismerést a magyar kultúra napján (január 22.) adták át. 2013-tól a díj átadására ismét a pedagógusnap (június első vasárnapja) alkalmából kerül sor. 1977-ig évente tíz, 1978-tól tizenöt díjat osztottak ki. Évente legfeljebb hatvan díj adományozható, azzal, hogy az alap- és középfokú oktatásban 30, a felsőoktatásban ugyancsak 30 személy kaphatja meg.
A díjazott az adományozást igazoló okiratot és érmet kap. A díjhoz pénzjutalom jár, melynek mértéke az illetményalap hatszorosának megfelelő összeg.

## Az érem
Az érem Kiss Nagy András szobrászművész alkotása (1974). Bronzból készült, átmérője 80, vastagsága 8 milliméter. Előlapján a jobbról hátulnézetben látható, fóliánst olvasó, hosszú hajú és bajuszos Apáczai Csere János domború portréját ábrázolja, felette félkörben az „APÁCZAI CSERE JÁNOS DÍJ” felirat olvasható. Az érem hátoldala sík lap. Kiss Nagy munkásságában az Apáczai Csere János-díj a korfestő hangulatú emlékérmek közé tartozik. Az érem képe.

## A díjazottak listája évek szerint
1. Asztalos Gyuláné, a gyulai 3. számú Általános Iskola tanára
2. Bujdos László, a miskolci 100. számú Ipari Szakmunkásképző Intézet igazgatója
3. Elek Sándor, az ebesi általános iskola tanára, vezető szakfelügyelő
4. Katona Ferenc, a budapesti Pataki István Híradásipari Szakközépiskola igazgatója
5. Molnár Edit, a budapesti Szilágyi Erzsébet Nevelőotthon igazgatója
6. Páhán István, a nagykőrösi Arany János Gimnázium és Óvónőképző Szakközépiskola tanára, szakfelügyelő
7. Papp Józsefné, a Fővárosi Pedagógiai Intézet vezető szakfelügyelője
8. Székely Endréné Horváth Ilona, tudományos kutató, a neveléstudományok kandidátusa
9. Tatár István, a makói Bartók Béla Általános Iskola tanára, vezető szakfelügyelő
10. Tibor Istvánné, a pécsi Nagy Lajos Gimnázium és Szakközépiskola tanára, szakfelügyelő

1. Benkő Istvánné, a veszprémi Varga Jenő Közgazdasági és Kereskedelmi Szakközépiskola tanára, szakfelügyelő
2. Hahn István, ókortudós, az Eötvös Loránd Tudományegyetem tanszékvezető egyetemi tanára
3. Imrecze Zoltánné Hammer Anna, a budapesti Fazekas Mihály Fővárosi Gyakorló Általános Iskola és Gimnázium vezető tanára
4. Kárpáti László, a hódmezővásárhelyi Bethlen Gábor Gimnázium tanára, szakfelügyelő
5. Kőhalmi Jánosné, a győri Gombos Ferenc Általános Iskola tanítója, szakfelügyelő
6. László Imre, a fonyódi nevelőotthon igazgatója
7. Lengvári István, a pécsi 500. számú Ipari Szakmunkásképző Intézet igazgatója
8. Mándics Mihály, a csávolyi általános iskola volt igazgatója
9. Nagy Lászlóné, a székesfehérvári II. Rákóczi Ferenc Általános Iskola tanára, szakfelügyelő
10. Szvéter Sándor, a kalocsai Hunyadi János Középiskolás Fiúkollégium igazgatója

1. Arató Mátyás, az aszódi 1. számú Általános Iskola tanára, megyei vezető szakfelügyelő
2. Ferenczfalvi Kálmánné, a gyöngyösi 1. számú Általános Iskola igazgatója
3. Hermann Alice, neveléstudós, az Országos Pedagógiai Intézet nyugalmazott munkatársa
4. Keller József, az orosházi Táncsics Mihály Gimnázium és Szakközépiskola igazgatója
5. Kövesi Józsefné, a mohácsi Kisfaludy Károly Gimnázium tanára
6. Lengyel Ferencné, a budapesti Leövey Klára Általános Iskola igazgatója
7. Méhes József, a budapesti Vakok Általános Iskolája és Nevelőotthona igazgatója
8. Péter Imre, a nyíregyházi 110. számú Széchenyi István Ipari SZakmunkásképző Intézet igazgatója
9. Szalai József, a szolnoki Szamuely Tibor Közlekedés-gépgyártó Szakközépiskola kollégiumának igazgatója
10. Szántó Károly, neveléstudós, a Pécsi Tanárképző Főiskola tanszékvezető tanára

1. Földváry Gyuláné, a miskolci 6. számú Általános Iskola tanítója, szakfelügyelő
2. Gyarmati Elek, a Zala Megyei Tanács művelődésügyi osztálya továbbképzési kabinetjének vezetője
3. Kappelmayer Mátyás, a bátaszéki gimnázium igazgatója
4. Kiss Gyula, a Fővárosi Pedagógiai Intézet tanára, vezető szakfelügyelő
5. Kiss Vilmos, a szombathelyi Derkovits Gyula Általános Iskola igazgatója
6. Lang Jánosné, a szegedi Tömörkény István Gimnázium és Szakközépiskola tanára, szakfelügyelő
7. Margittai Valéria, a nyíregyházi Zrínyi Ilona Gimnázium igazgatóhelyettese
8. Rácz Gyula, a szolnoki 605. számú Ipari Szakmunkásképző Intézet igazgatója
9. Radnóti Miklósné Gyarmati Fanni, a Színház- és Filmművészeti Főiskola nyelvi lektorátusának vezetője
10. Szabó Lajos, a kisújszállási középiskolai kollégiumi igazgatója

1. Ballai Antalné, a Besenyei György Tanárképző Főiskola 2. számú gyakorlóiskolájának szakvezető tanára
2. Haraszty Árpád, botanikus, a Kossuth Lajos Tudományegyetem egyetemi tanára
3. Kárpáti László, a soproni Berzsenyi Dániel Gimnázium tanára, szakfelügyelő
4. Kiss Árpád, neveléstudós, az Országos Pedagógiai Intézet nyugalmazott főiskolai tanára, a Magyar Pedagógiai Társaság elnöke
5. Koltai Magdolna, a komlói Fürst Sándor Általános Iskola tanára, megyei szakfelügyelő
6. Pataki Ferenc, szociálpszichológus, az MTA Pszichológiai Intézetének igazgatója
7. Polgár Péter, a miskolci 114. számú Eötvös József Ipari Szakmunkásképző Intézet igazgatója
8. Réti Zoltán, a balassagyarmati Rózseavölgyi Márk Állami Zeneiskola igazgatója
9. Szlávik Lajosné, a tatabányai Széchenyi István Általános Iskola tanára, vezető szakfelügyelő
10. Tóth Istvánné, az orgovány–kargalai tanyai iskola vezető tanítója

1. Bán József, a csapi Általános Iskolai Diákotthon igazgatója
2. Hajdu Kálmán, a hatvani 4. számú Általános Iskola igazgatója
3. Hódsági Béláné Janáki Mária, a budapesti Tömő Utcai Óvoda óvónője, óvodai felügyelő
4. Horváth Miklósné Körmendy Ilona, a zalaegerszegi József Attila Általános Iskola tanára
5. Juhász Gyuláné Csábrági Magdolna, a kaposvári Kisfaludy Utcai Általános Iskola igazgatóhelyettese
6. Kaján László, a Fővárosi Pedagógiai Intézet igazgatója
7. Katona Lajos, a hódmezővásárhelyi 602. számú Szakmunkásképző Intézet igazgatója
8. Medvegy Antal, a sárvári Tinódi Sebestyén Gimnázium igazgatója
9. Miskolczi Károlyné Tóth Etelka, az alsónémedi általános iskola tanítója, megyei szakfelügyelő
10. Molnár János, a tatabányai Árpád Gimnázium tanára, megyei szakfelügyelő
11. Szabó Zoltán Gábor, fizikokémikus, az Eötvös Loránd Tudományegyetem tanszékvezető egyetemi tanára
12. Szalay László, a szombathelyi Tanárképző Főiskola főigazgatója
13. Szekeres Lajos, a pápai Türr István Gimnázium és Óvónői Szakközépiskola tanára, megyei vezető szakfelügyelő
14. Tót Péter, a törökszentmiklósi általános iskola tanára
15. Udvarhelyi Károly, az egri Ho Si Minh Tanárképző Főiskola tanára

1. Arató Jánosné (budapesti Arany János Gimnázium)
2. Bakonyi Pál (Országos Pedagógiai Intézet)
3. Farkas Jenő (dombóvári Gárdonyi Géza Általános Iskola)
4. Gergely János (Pécsi Tanárképző Főiskola Kollégiuma)
5. Gergely Péter (gödöllői 2. számú Általános Iskola)
6. Kelemen Elemér (Somogy Megyei Továbbképző Intézet)
7. Krisztián Béla (komlói 501. számú Ipari Szakmunkásképző Intézet)
8. Margócsy József (Bessenyei György Tanárképző Főiskola)
9. Marx György (Eötvös Loránd Tudományegyetem)
10. Mohácsy Károly (székesfehérvári Vasvári Pál Gimnázium)
11. Sári Gusztáv (debreceni Gyengénlátók Általános Iskolája)
12. Sárközi Andorné (miskolci Kossuth Lajos Gimnázium és Szakközépiskola)
13. Szilva Vilmosné (mosonmagyaróvári Széchenyi István Általános Iskola
14. Tarnai Ottó (nyíregyházi kisegítő iskola)
15. Vermes Miklós (budapesti Jedlik Ányos Gimnázium)

1. Bánhidi László, a váci Géza Király Téri Egészségügyi Szakközépiskola igazgatóhelyettese
2. Boros Bálint, a győri Móra Ferenc Általános Iskola igazgatója
3. Domokos Lajos, a budapesti Móricz Zsigmond Gimnázium igazgatója
4. Gyurics Gyuláné, a szegedi Juhász Gyula Utcai Óvoda vezető óvónője
5. Hittig Ágoston, a budapesti Csalogány Utcai Foglalkoztató Iskola és Nevelőotthon igazgatója
6. Király Tibor, az Eötvös Loránd Tudományegyetem egyetemi tanára és dékánja
7. Kovács Lászlóné, a bonyhádi Vörösmarty Mihály Általános Iskola tanítója
8. Misley Győző, a mátészalkai Esze Tamás Gimnázium és Szakközépiskola tanára, szakfelügyelő
9. Richnovszky Andor, a bajai Herman Ottó Középiskolai Kollégium igazgatója
10. Stauróczky Lászlóné, a budapesti Attila Utcai Általános Iskola tanítója, szakfelügyelő
11. Stéger Hajnal, az ELTE Ságvári Endre Gyakorló Gimnáziuma és Általános Iskola vezető tanárának
12. Szentágothai János anatómus, egyetemi tanár, a Magyar Tudományos Akadémia elnöke
13. Szűcs László, az egri Ho Si Minh Főiskola főigazgatója
14. Takács László, a battonyai Mikes Kelemen Gimnázium és Szakközépiskola igazgatója
15. Vágvölgyi Győző, a budapesti 48. számú Mező Imre Szakmunkáskollégium igazgatója
16. Vincze Lászlóné, a debreceni Tóth Árpád Gimnázium tanára

1. Berend T. Iván, történész, a budapesti Marx Károly Közgazdaságtudományi Egyetem tanszékvezető egyetemi tanára
2. Blazsetin István, a tótszerdahelyi általános iskola igazgatóhelyettese, nemzetiségi szakfelügyelő
3. Czapáry Endre, a győri Révai Miklós Gimnázium és Vegyipari Szakközépiskola tanára, megyei szakfelügyelő
4. Erhardt Imre, a pécsi Széchenyi István Gimnázium és Szakközépiskola igazgatója
5. Füzér Ferencné, a budaörsi 1. számú Napköziotthonos Óvoda vezető óvónője
6. Kelemen László, pszichológus, a debreceni Kossuth Lajos Tudományegyetem egyetemi tanára
7. Kunfalvi Rezső, nyugalmazott tanár, a Középiskolai Matematikai Lapok szerkesztője
8. Lőrincze Lajos, nyelvész, az Anyanyelvi Konferencia védnökségének elnöke
9. Mészáros Pál, a csongrádi általános iskola igazgatója
10. Nagy Andorné, az egri Gárdonyi Géza Gimnázium és Szakközépiskola igazgatója
11. Nagy Károly, fizikus, az Eötvös Loránd Tudományegyetem tanszékvezető egyetemi tanára
12. Poór Jánosné, a hajdúböszörményi 2. számú Általános Iskola tanítója, szakfelügyelő
13. Serege Gábor, a kiskunfélegyházi 608. számú Ipari Szakmunkásképző Intézet igazgatója
14. Takács Etel, neveléstudós, az Országos Pedagógiai Intézet főmunkatársa
15. Virág Sándorné, a budapesti Bajza Utcai Általános Iskola igazgatója

1. Ágoston György, neveléstudós, a szegedi József Attila Tudományegyetem egyetemi tanára
2. Havril Andrásné, a Magyar Rádió rovatvezetője
3. Huszár János, a pápai 2. számú Általános Iskola tanára, szakfelügyelő
4. Kontra József, a kaposvári Táncsics Mihály Gimnázium és Óvónői Szakközépiskola tanára, szakfelügyelő
5. Láng Hugó, a székesfehérvári Teleki Blanka Gimnázium tanára
6. Lőrinc György balettmester, az Állami Balettintézet főiskolai tanára
7. Mezei Gyula, a Fővárosi Tanács VB művelődési főosztályának vezetője
8. Scharnitzky Viktor, matematikus, a budapesti Könnyűipari Műszaki Főiskola tanszékvezető főiskolai tanára
9. Slachta István, a bácsalmási Hunyadi János Gimnázium igazgatója
10. Szakály Ernő, a soproni Siketek Általános Iskolájának igazgatóhelyettese
11. Szász György, farmakológus, a Semmelweis Orvostudományi Egyetem egyetemi tanára, dékánja
12. Szende Aladár, nyugalmazott tanár, a Magyarok Világszövetsége pedagógiai bizottságának vezetője
13. B. Tóth László, az alsóbélatelepi általános iskola és nevelőotthon nevelőotthoni igazgatója
14. Vikár Lászlóné Forrai Katalin, zenepedagógus, az Országos Pedagógiai Intézet főmunkatársa

1. Bukovinszky László, a Debreceni Agrártudományi Egyetem Mezőtúri Főiskolai Karának docense
2. Exner István, a Vaszari Körzeti Általános Iskola igazgatója
3. Gulyás Sándor, az érdi 7. számú Általános Iskola tanára, vezető szakfelügyelő
4. Hajnal Imre, a szegedi JATE Ságvári Endre Gyakorlógimnáziumának tanára, szakfelügyelő
5. Horváth Imréné, a Debreceni Gyengénlátók Általános Iskolájának és Nevelőotthonának tanára
6. Jobbágy Károlyné, az ELTE Radnóti Miklós Gyakorlóiskolájának vezető tanára
7. Körner Miklósné, az ELTE Ságvári Endre Gyakorlóiskolájának vezető tanára
8. Litkei József, a pécsi Leövey Klára Gimnázium tanára, szakfelügyelő
9. Materényi Jenő, a budapesti Táncsics Mihály Középiskolai Fiúkollégium igazgatója
10. Némedi Lajos, germanista, a debreceni Kossuth Lajos Tudományegyetem egyetemi tanára
11. Páldi János, a szolnoki Varga Katalin Gimnázium igazgatója
12. Pirisi Andrásné, a Kalocsai Napköziotthonos Óvoda óvónője, óvodai felügyelő
13. Sári Lászlóné, a szerencsi Hunyadi János Általános Iskola tanára
14. Simon István, a szombathelyi Berzsenyi Dániel Ipari Szakmunkásképző Intézet és Szakközépiskola igazgatója
15. Zalka György, a győri Ságvári Endre Általános Iskola igazgatója

1. Baross Imre, az Állami Artistaképző Intézet igazgatója
2. Fábián Zoltán, a Jászberényi Tanítóképző Főiskola főigazgatója
3. Herbergerné Hegedűs Piroska, a győri Foglalkoztató Iskola és Nevelőotthon igazgatója
4. Járdánházy Dezső, a kazincbarcikai Központi Általános Iskola tanára
5. Kiss Zoltán, a kaposvári Táncsics Mihály Gimnázium tanára
6. Kocsis József, a Janus Pannonius Tudományegyetem szentlőrinci 1. számú Gyakorló Általános Iskolájának igazgatója
7. Kóti János, a Fővárosi Gyermek- és Ifjúságvédő Intézet igazgatója
8. Méhész Lajos, a budapesti Egressy Gábor Finommechanikai és Műszeripari Szakközépiskola igazgatója
9. Nagy László, a mátészalkai Esze Tamás Gimnázium és Egészségügyi Szakközépiskola igazgatója
10. Oravecz Pálné, a budapesti Tárnok Utcai Általános Iskola tanítója
11. Répászky Zoltán, a mezőkövesdi Petőfi Sándor Általános Iskola tanára
12. Schvób Péter, a Bács-Kiskun Megyei Pedagógiai Intézet igazgatója
13. Szerencsés Rudolfné, a komlói Április 4. Útjai Általános Iskola tanítója
14. Zibolen Endre, neveléstudós, a Felsőoktatási Pedagógiai Kutatóközpont nyugalmazott igazgatója

1. Gordosné Szabó Anna, a budapesti Bárczi Gusztáv Gyógypedagógiai Tanárképző Főiskola tanszékvezető főiskolai tanára, főigazgatója
2. Halmai Erzsébet, a budapesti Marx Kroly Közgazdaságtudományi Egyetem nyugalmazott egyetemi docense
3. Jámbor Gyuláné, a szegedi Hámán Kató Általános Iskola tanára, szakfelügyelő
4. Kelemen Endre, a Magyar Televízió főszerkesztő-helyettese
5. Kincses Gyula, a debreceni Gyengénlátók Általános Iskolájának és Nevelőotthonának igazgatója
6. Kovács Gábor, a nagykőrösi Arany János Általános Iskola igazgatója
7. Kovács István, a budapesti Csaba Utcai Általános Iskola tanára, szakfelügyelő
8. Lévai Zoltán, gépészmérnök, a Budapesti Műszaki Egyetem egyetemi tanára
9. Szegedi Mártonné, a Fővárosi Gyermek- és Ifjúságvédelmi Intézet pedagógiai felügyelője
10. Szendrei János, a szegedi Juhász Gyula Tanárképző Főiskola tanszékvezető főiskolai tanára
11. Takács Márta, a miskolci Herman Ottó Gimnázium tanára, megyei szakfelügyelő
12. Tóth Imre, a nyírbogdányi Kazinczy Ferenc Általános Iskola tanára, megyei vezető szakfelügyelő
13. Ujfalussy József, zenetörténész, a Liszt Ferenc Zeneművészeti Főiskola rektora
14. Várnagy István, a tatabányai Árpád Gimnázium és Óvónői Szakközépiskola tanára, szakfelügyelő
15. Várnai György, a győri Révai Miklós Gimnázium tanára, szakfelügyelő

1. Báthory Zoltán, a budapesti Arany János Általános Iskola és Gimnázium tanára, szakfelügyelő
2. Csanda Endre, a Semmelweis Orvostudományi Egyetem tanszékvezető egyetemi tanára
3. Dobos László, a miskolci Gyermekváros igazgatója
4. Huszár Pál, a várpalotai Thuri György Gimnázium tanára, szakfelügyelő
5. Kollarik Amália, a budapesti Marx Károly Közgazdaságtudományi Egyetem dékánja
6. Komlósi Sándor, a pécsi Janus Pannonius Tudományegyetem főiskolai tanára
7. Lukin Lászlóné, a Fazekas Mihály Fővárosi Gyakorló Általános Iskola és Gimnázium nyugalmazott énektanára
8. Nagy Géza, a karcsai Körzeti Általános Iskola tanára
9. Nagy Sándor, az Eötvös Loránd Tudományegyetem nyugalmazott egyetemi tanára
10. Novok Rostás László, a mélykúti általános iskola tanára, megyei vezető szakfelügyelő
11. Orosz László, a kecskeméti Katona József Gimnázium tanára
12. Pirisi Jánosné, a Baranya Megyei Pedagógiai Intézet igazgatója
13. Révay György, a homoki Kisegítő Foglalkoztató Iskola és Nevelőotthon igazgatója
14. Schróth László, a tatai Jávorka Sándor Mezőgazdasági Szakközépiskola igazgatója
15. Z. Szabó László, a győri Kazinczy Ferenc Gimnázium tanára, szakfelügyelő

1. Bácskai Mihály, a szentesi Horváth Mihály Gimnázium igazgatója
2. Bognár Gyula, a nagykőrösi Toldi Miklós Élelmiszeripari Szakközépiskola igazgatója
3. Harsányi István, a sárospataki II. Rákóczi Ferenc Gimnázium nyugalmazott tanára
4. Holics László, az ELTE Apáczai Csere János Gyakorlógimnáziumának vezető tanára
5. Kaiser Géza, a balatonfüredi Széchényi Ferenc Kertészeti Szakközépiskola és SZakmunkásképző Intézet igazgatója
6. Meixner Ildikó, a budapesti Beszédjavító Intézet gyógypedagógusa
7. Polinszky Károly, a Budapesti Műszaki Egyetem rektora, volt oktatási miniszter
8. Rácz János, a budapesti I. István Gimnázium vezető tanára
9. Simon László, a túrkevei Ványai Ambrus Gimnázium és Gépjárműtechnikai Szakközépiskola tanára, szaktanácsadó
10. Szabó Gábor, biológus, a Debreceni Orvostudományi Egyetem Biológiai Intézetének igazgatója
11. Szanyi Gyula, a debreceni Kossuth Lajos Tudományegyetem Gyakorlógimnáziumának vezető tanára
12. Várhegyi György, az Oktatáskutató Intézet tudományos főmunkatársa
13. Winkler Márta, a budapesti Váli Utcai Általános Iskola tanítója
14. Zsolnai József, a Törökbálinti Kísérleti Általános Iskola tanára, igazgatója

1. Erdélyi Sándor (hegedűművész), a váci Bartók Béla Állami Zeneiskola zenetanára, tanszakvezetője
2. Honti Mária, az ELTE Ságvári Endre Gyakorló Iskolájának és Gimnáziumának igazgatója
3. Ittzés Mihály, zenepedagógus, a kecskeméti Kodály Zoltán Zenepedagógiai Intézet igazgatóhelyettese, főiskolai docens
4. Jahn Ernő, a pécsváradi Foglalkoztató Iskola és Nevelőotthon vezető szaktanácsadója
5. Kiss Albertné, a debreceni Hajdú-Bihar Megyei Pedagógiai Intézet igazgatóhelyettese
6. Kontra György, az Eötvös Loránd Tudományegyetem embertani tanszékének tudományos főmunkatársa
7. Kósa András, matematikus, az Eötvös Loránd Tudományegyetem egyetemi docense
8. V. Kovács Ferenc, a szolnoki Bede László Ipari Szakmunkásképző Intézet és Szakközépiskola műszaki tanára, vezető pedagógusa
9. Kovács György, a hajdúböszörményi Óvónőképző Intézet főigazgató-helyettese
10. Kozák Imre, gépészmérnök, a miskolci Nehézipari Műszaki Egyetem tanszékvezető egyetemi tanára
11. Smidéliusz Zsuzsanna, a soproni Belvárosi Általános Iskola tanára, szakfelügyelő
12. Szántó Gyula, a Mezőgazdasági és Élelmezésügyi Minisztérium csoportvezetője

1. Abrudbányai János, a törökbálinti 1. számú Általános Iskola napközis tanára, szaktanácsadó
2. Balla Árpád, a Kazinbarcikai Városi Tanács VB művelődési, ifjúsági és sportosztályának vezetője
3. Bujdos László, az aszódi 2. számú Fiúnevelő Intézet igazgatója
4. Fazekas Mihály, az ELTE Apáczai Csere János Gyakorlógimnáziumának igazgatója
5. Hudy Endre, a csornai Bodnár Alajos Általános Iskola igazgatója
6. Köröskényi Kálmánné, a budapesti Sallai Imre Általános Iskola tanítója
7. Krajcsovszki József, a Kecskeméti Tanítóképző Főiskola főiskolai tanára, főigazgatója
8. Lempert Károly, kémikus, a Budapesti Műszaki Egyetem egyetemi tanára
9. Nagy József, az egri Ho Si Minh Tanárképző Főiskola tanszékvezető tanára
10. Pais István, a Kertészeti és Élelmiszeripari Egyetem tanszékvezető egyetemi tanára
11. Papp Gyuláné, a budapesti Nagyothallókat Oktató Óvoda, Általános Iskola és Diákotthon tanára
12. Papp Sándor, kémikus, a Veszprémi Vegyipari Egyetem tanszékvezető egyetemi tanára, rektorhelyettese
13. Petró András, a Tankönyvkiadó Vállalat igazgatója
14. Simon Józsefné, a szolnoki Kodály Zoltán Ének-Zene Tagozatos Általános Iskola igazgatója
15. Szabó István, a pápai Türr István Gimnázium és Óvónői Szakközépiskola tanára
16. Tóth Jánosné, a budapesti Fazekas Mihály Gyakorló Általános Iskola és Gimnázium igazgatója

1. Brósz Róbert, jogtudós, az Eötvös Loránd Tudományegyetem nyugalmazott egyetemi tanára, tudományos szaktanácsadó
2. Cseh Géza, a budapesti I. István Gimnázium tanára
3. Fekete Istvánné, a szombathelyi Hámán Kató Úti Általános Iskola igazgatója
4. Ill Mártonné Pintér Mária, a bajai Eötvös József Tanítóképző Főiskola tanszékvezető docense
5. Környei Ferencné, a budapesti Metró Utcai Általános Iskola tanára
6. Kuknyó János, a nyíregyházi Megyei Pedagógiai Intézet igazgatója
7. Mészáros István, neveléstudós, az Eötvös Loránd Tudományegyetem egyetemi docense
8. Cs. Nagy Miklós, a Debreceni Agrártudományi Egyetem lektorátusának vezető nyelvtanára
9. Orosz Ernőné, az egri Szilágyi Erzsébet Gimnázium tanára
10. Strommer Gyula, matematikus, a Budapesti Műszaki Egyetem egyetemi tanára
11. R. Szabó Lajos, a soproni 403. számú Ipari Szakmunkásképző Intézet és Szakközépiskola vezető tanára
12. Szilágyi Imréné, a Fővárosi Pedagógiai Intézet vezető szaktanácsadója
13. Tolnai Gyuláné, a miskolci 42. számú Általános Iskola nyugalmazott tanára
14. Újvári István, a váci Lőwy Sándor Ipari Szakközépiskola tanára, a Pest Megyei Tehetséggondozó Központ vezetője
15. Vajnai István, a szekszárdi Garay János Gimnázium tanára, szaktanácsadó

1. Balogh Katalin, a budapesti Lehel Téri Általános Iskola igazgatója
2. Benkő Loránd, nyelvész, az Eötvös Loránd Tudományegyetem tanszékvezető egyetemi tanára
3. Firbás Oszkár, a soproni Róth Gyula Erdészeti és Faipari Szakközépiskola vezető tanára
4. Forgács Anna, a Fővárosi Pedagógiai Intézet tanára, vezető szaktanácsadó
5. Kálmán László, a miskolci Földes Ferenc Gimnázium igazgatója
6. Knollné Pereszlényi Éva, a Fővárosi Pedagógiai Intézet vezető szaktanácsadója
7. Kóbor Jenő, a szegedi Juhász Gyula Tanárképző Főiskola tanára
8. Kováts Dániel, a sárospataki Comenius Tanítóképző Főiskola tanára
9. Németh Gyula, a tiszaföldvári Hajnóczy József Gimnázium, Pedagógiai és Szociális Asszisztensképző Szakközépiskola tanára
10. Papp Istvánné Tóth Ilona, a kecskeméti Magyar Ilona Általános Iskola tanára
11. Pleskó András, a szegedi Tabán Általános Iskola tanára, pedagógiai szaktanácsadó
12. Saskői Ernőné Tóth Klára, a kecskeméti Kada Elek Közgazdasági Szakközépiskola tanára
13. Simonyi Istvánné Zentai Mária, a budapesti Krisztina Téri Idegennyelv Tagozatos Általános Iskola tanára
14. Szentmártony Tibor, matematikus, a Budapesti Műszaki Egyetem tanszékvezető egyetemi tanára
15. Zalai Ernő, közgazdász, a Budapesti Közgazdaságtudományi Egyetem egyetemi tanára, rektorhelyettese

1. Bajcsay Pál, matematikus, a Budapesti Műszaki Egyetem tanszékvezető egyetemi tanára
2. Bánhegyi László, a budapesti Berzsenyi Dániel Gimnázium tanára
3. Gomba Szabolcs, patológus, a Debreceni Orvostudományi Egyetem tanszékvezető egyetemi tanára
4. Grétsy László, nyelvész, az Eötvös Loránd Tudományegyetem főiskolai tanára
5. Hunyady Györgyné Gárdonyi Zsuzsanna, neveléstudós, a Budapesti Tanítóképző Főiskola főigazgatója
6. Janza Károly, a budapesti Alkotmány Utcai Általános Iskola szaktanácsadója
7. Jelenits István, hittudós, a Piarista Rend magyarországi tartományfőnöke
8. Keserű Bálint, irodalomtörténész, a szegedi József Attila Tudományegyetem egyetemi tanára
9. Kromek Sándor, a pécsi Nagy Lajos Gimnázium tanára
10. Kutas Ferenc, állatorvos, az Állatorvostudományi Egyetem egyetemi tanára, rektorhelyettese
11. Kuti Gusztávné, a Fővárosi Pedagógiai Intézet vezető szaktanácsadója
12. Légrádi Imre, a soproni Széchenyi István Általános Iskola és Gimnázium regionális szakértője
13. Muntag Andor, az Evangélikus Teológiai Akadémia tanszékvezető tanára
14. Nagy Andor, nyelvész, az egri Eszterházy Károly Tanárképző Főiskola tanszékvezető főiskolai tanára
15. Négyesiné Pásztor Zsuzsanna, a budapesti Lajtha László Zeneiskola tanára
16. Nógrádi László, a Fővárosi XIII. Kerületi Állami Zeneiskola szaktanácsadója
17. Nyíri Tamás, a Pázmány Péter Hittudományi Akadémia nyugalmazott egyetemi tanára
18. Polányi Imre, történész, a pécsi Janus Pannonius Tudományegyetem tanszékvezető egyetemi docense
19. Poszler György, irodalomtörténész, az Eötvös Loránd Tudományegyetem egyetemi tanára
20. Rajcsy Péter, nyugalmazott gimnáziumi tanár
21. Rédeiné Szécsényi Dorottya, a budapesti Mosonyi Utcai Általános Iskola és Diákotthon gyógypedagógiai tanára
22. Roskó Mária, a soproni Petőfi Sándor Általános Iskola tanára
23. Sipos Mihály, a budapesti Neumann János Közgazdasági Szakközépiskola és Gimnázium igazgatója
24. Szabó Árpád, klasszika-filológus, a Magyar Tudományos Akadémia nyugalmazott tanácsadója
25. Szabó Kálmán, közgazdász, a Budapesti Közgazdaságtudományi Egyetem egyetemi tanára
26. Szendrő Péter, agrármérnök, a Gödöllői Agrártudományi Egyetem egyetemi tanára
27. Szentirmai Lászlóné, a budapesti Soós István Élelmiszer-ipari Szakközépiskola és Szakmunkásképző Intézet mérnöktanára
28. Szentirmay Lyane, a budapesti Madách Imre Gimnázium tanára
29. Tóth Ferencné, a budapesti Bocskai István Általános Iskola igazgatóhelyettese
30. Tóth István, nyugalmazott főiskolai tanár

1. Balázs György, építőmérnök, a Budapesti Műszaki Egyetem egyetemi tanára
2. Balsay Krisztina, a budapesti Szabó Ferenc Állami Zeneiskola szaktanácsadója, hegedűtanár
3. Bárdos Jenő, nyelvpedagógus, a Veszprémi Egyetem egyetemi docense, dékánja
4. Bélyácz Iván, közgazdász, a pécsi Janus Pannonius Tudományegyetem egyetemi tanára
5. Czimber Gyula, agrármérnök, a mosonmagyaróvári Pannon Agrártudományi Egyetem tanszékvezető egyetemi tanára
6. Földvári Béla, a zirci Mezőgazdasági Gépszerelő Szakközépiskola és 307. számú Ipari Szakmunkásképző Intézet igazgatója
7. Holló István, orvos, a Semmelweis Orvostudományi Egyetem tanszékvezető egyetemi tanára
8. Horn Miklós, a Kereskedelmi, Vendéglátóipari és Idegenforgalmi Főiskola főigazgatója
9. G. Horváth József, a budapesti II. Rákóczi Ferenc Gimnázium tanára
10. Károlyházy Frigyes, fizikus, az Eötvös Loránd Tudományegyetem egyetemi tanára
11. Kovács Zsófia, a budapesti Gróf Széchenyi István Általános Iskola és Háziasszonyképző Szakiskola tanára, szaktanácsadó
12. Kratochwill Ferenc, a Rendőrtiszti Főiskola főigazgatója
13. Leitner Sándor, a kaposvári Csokonai Vitéz Mihály Tanítóképző Főiskola főigazgatója
14. Ligeti Csákné, a budapesti Karácsony Sándor Általános Iskola tanítója
15. Oláh Jánosné, a dunaújvárosi Rudas László Közgazdasági és Külkereskedelmi Szakközépiskola, Középiskolai Kollégium igazgatója
16. Orosz Lajos, a Budapesti Műszaki Egyetem nyugalmazott docense
17. Pál Tamás, a budapesti Bordás András Szakközép- és Szakmunkásképző Iskola igazgatója
18. Pálmay Lóránt, a Fővárosi Pedagógiai Intézet vezető szaktanácsadója
19. Pásztor János Dezső, a Református Theológiai Akadémia tanszékvezető tanára
20. Reiman István, matematikus, a Budapesti Műszaki Egyetem egyetemi docense
21. Rozgonyiné Molnár Anna, a szegedi Juhász Gyula Tanárképző Főiskola főiskolai tanára
22. Rózsa Huba, teológus, a budapesti Pázmány Péter Hittudományi Akadémia tanszékvezető egyetemi tanára
23. Sári Jánosné Villant Ágnes, a budapesti Dr. Török Béla Általános Iskola és Diákotthon igazgatója
24. Skultéty Antalné, a budapesti Weiner Leó Állami Zeneiskola és Zeneművészeti Szakközépiskola tanára
25. Szávai István, a szolnoki Széchenyi Körúti Általános Iskola tanára
26. Szlota Józsefné, a békéscsabai 9. számú Általános Iskola vezető tanára, igazgatóhelyettese
27. Szőke Sándor, a dombóvári Illyés Gyula Gimnázium, Szakközépiskola és Kollégium tanára
28. Szőnyi Erzsébet, zeneszerző, a Liszt Ferenc Zeneművészeti Főiskola nyugalmazott tanszékvezető egyetemi tanára
29. Takács Gábor, a budapesti Gelléri Andor Endre Nyelvi Tagozatos Általános Iskola igazgatója
30. Vörös Zoltánné, a soproni Szent Orsolya Rend Római Katolikus Általános Iskola, Gimnázium és Kollégium tanára

1. Baranyai Lenke, a soproni Széchenyi István Általános Iskola és Gimnázium tanára
2. Bárdi László, a Dél-dunántúli Tankerületi Oktatásügyi Központ igazgatója
3. Csetri Lajos, a szegedi József Attila Tudományegyetem egyetemi tanára
4. Csorba Piroska, a múcsony–alberttelepi általános iskola tanára
5. Dénes László, a budapesti Tóth Aladár Állami Zeneiskola hegedűtanára, szaktanácsadó
6. Hangay Zoltán, történész, a Budapesti Tanítóképző Főiskola tanszékvezető főiskolai tanára
7. Hoffmann Rózsa, a budapesti Németh László Kísérleti Nyolcosztályos Gimnázium igazgatója
8. Köves Pál, a Budapesti Közgazdaságtudományi Egyetem nyugalmazott egyetemi tanára
9. Lőrincze Lajosné, a Rendőrtiszti Főiskola főiskolai docense
10. Mezeiné Isépy Mária, a budapesti Bárczi Gusztáv Gyógypedagógiai Tanárképző Főiskola igazgatója
11. Nagy J. József, a Jászberényi Tanítóképző Főiskola főigazgatója, tanszékvezető főiskolai tanára
12. Nagy Lajos György, a Budapesti Műszaki Egyetem tanszékvezető egyetemi tanára
13. Némethy Katalin, a Budapesti Baár-Madas Református Gimnázium nyugalmazott tanára
14. Paraszkay Sára, a budapesti XIV. Kerületi Általános Iskola és Diákotthon gyógypedagógiai tanára
15. Pejtsik Árpád György, a budapesti Szabolcsi Bence Állami Zeneiskola gordonkatanára, szaktanácsadó
16. Pethő István, a kiskőrösi Állami Zeneiskola zongoratanára
17. Rontó Györgyi, a Semmelweis Orvostudományi Egyetem egyetemi tanára, Biofizikai Intézetének igazgatója
18. Schenk Róbertné, az ösküi Tasner Antal Általános Iskola igazgatója
19. Sebők Mihály, Békés Megye Képviselőtestülete Pedagógiai Intézetének oktatástechnikusa
20. Sipos Sándorné, a szegedi Juhász Gyula Tanárképző Főiskola docense
21. Sulák Istvánné, a szolnoki Fiumei Úti Általános Iskola igazgatóhelyettese, a Jász-Nagykun-Szolnok Megyei Pedagógiai Intézet szaktanácsadója
22. Szabó Balázsné Róka Gizella, a budapesti Szent István Közgazdasági Szakközépiskola igazgatója
23. Szabó Tibor, a budapesti Bartók Béla Zeneművészeti Szakközépiskola és Gimnázium igazgatója
24. Széll Zsuzsa, az Eötvös Loránd Tudományegyetem nyugalmazott egyetemi docense
25. Tamás Attila, a debreceni Kossuth Lajos Tudományegyetem egyetemi tanára
26. Tasnádiné Rónaky Edit, a pécsi Művészeti Szakközépiskola igazgatója
27. Tóth Gáborné, a Haynal Imre Egészségtudományi Egyetem főiskolai docense
28. Urbán János, a budapesti Berzsenyi Dániel Gimnázium tanára
29. Vámossy Ferenc, a Magyar Iparművészeti Főiskola egyetemi tanára
30. Völgyessy Pál, a Gödöllői Agrártudományi Egyetem egyetemi tanára, Tanárképző Intézetének igazgatója

1. Ballér Endre, a Magyar Tudományos Akadémia Pedagógiai Bizottságának alelnöke, a Budapesti Közgazdaságtudományi Egyetem egyetemi tanára
2. Balogh Árpád, a nyíregyházi Bessenyei György Tanárképző Főiskola tanszékvezető főiskolai tanára, főigazgató-helyettese
3. Balogh Lászlóné, a debreceni Kölcsey Ferenc Református Tanítóképző Főiskola főigazgatóhelyettese
4. Berényi Pálné Moharos Sarolta, a Kereskedelmi, Vendéglátóipari és Idegenforgalmi Főiskola tanszékvezető főiskolai tanára
5. Cselényi József, a Miskolci Egyetem tanszékvezető egyetemi tanára, dékánja
6. Csuka János, a Gödöllői Agrártudományi Egyetem váci Mezőgazdasági Szakközépiskolájának és Szakmunkásképző Intézetének igazgatója
7. Dudics Pál, a Kossuth Lajos Tudományegyetem Gyakorlógimnáziumának vezető tanára
8. Fülei-Szántó Endre, a pécsi Janus Pannonius Tudományegyetem nyugalmazott egyetemi tanára (posztumusz)
9. Gácsér József, a szegedi Juhász Gyula Tanárképző Főiskola főiskolai tanára
10. Györffy István, a Semmelweis Orvostudományi Egyetem II. számú Szemészeti Klinikájának tudományos szaktanácsadója, nyugalmazott egyetemi docense
11. Horváth István, a soproni Vas- és Villamosipari Szakképző Iskola és Gimnázium tanára
12. Horváth József, a soproni Szent Orsolya Római Katolikus Általános Iskola, Gimnázium és Kollégium igazgatója
13. Karasszon Dezső, a Református Teológiai Akadémia tanszékvezető egyetemi tanára
14. L. Nagy Ilona, a sárospataki Comenius Tanítóképző Főiskola Árvay József Gyakorló Általános Iskolájának nyugalmazott gyakorlóiskolai szakvezetője
15. Nagyiván Éva, a budapesti Tóth Aladár Zeneiskola tanára
16. Nemes László, a budapesti Nádasdy Kálmán Művészeti Iskola igazgatója
17. Orbán Sándor, az egri Eszterházy Károly Tanárképző Főiskola tanszékvezető főiskolai tanára
18. Párdányi Teodóra, a budapesti Montágh Imre Általános Iskola, Óvoda és Logopédia igazgatója
19. Pintér Lajos, a szegedi József Attila Tudományegyetem egyetemi docense
20. Réffy József, a Budapesti Műszaki Egyetem tanszékvezető egyetemi tanára
21. Sárfalvi Béla, az Eötvös Loránd Tudományegyetem egyetemi tanára
22. Szabó Lászlóné Hoffmann Ilona, a budapesti Petrik Lajos Vegyipari Szakközépiskola igazgatója
23. Szebenyi Péter, a Fővárosi Pedagógiai Intézet igazgatója
24. Székely-Doby Sándor, a Széchenyi István Főiskola nyugalmazott főiskolai tanára, címzetes egyetemi docens
25. Várnai Ferenc, a Baranya Megyei Pedagógiai Intézet szaktanácsadója, a Ciszterci Rend Pécsi Nagy Lajos Gimnáziumának tanára

1. Bíró Attila György, a Miskolci Egyetem egyetemi tanára, intézeti igazgató
2. Bora Gyula, a Budapesti Közgazdaságtudományi Egyetem egyetemi tanára
3. Czuczor Sándor, a balatonalmádi Magyar-Angol Tannyelvű Gimnázium igazgatója
4. Csúri Károly, a szegedi József Attila Tudományegyetem egyetemi docense
5. Dégi Lászlóné, a miskolci Egressy Béni Zeneiskola tanára
6. Doba László, a budapesti Eötvös József Gimnázium igazgatója
7. Dobayné Fenyvesi Ildikó, a pécsi Janus Pannonius Tudományegyetem Babits Mihály Gyakorló Gimnáziumának szakvezető tanára
8. Duduk Vendel, a keszthelyi Pannon Agrártudományi Egyetem egyetemi docense
9. Faludi Szilárd, nyugalmazott főiskolai tanár
10. Haász Mária, a veszprémi Bárczi Gusztáv Általános Iskola Általános Iskolák Alternatív Tagozata tagozatvezetője
11. Halász Tibor, a szegedi Juhász Gyula Tanárképző Főiskola főiskolai docense
12. Jármai Ferenc, a budapesti Kandó Kálmán Műszaki Főiskola főiskolai docense
13. Karácson Sándor, a Budapesti Műszaki Egyetem egyetemi tanára
14. Kóczián Béláné Zimányi Ágnes, a Fővárosi Pedagógiai Intézet igazgatóhelyettese
15. Kósáné Ormai Vera, a budapesti XIII. Kerületi Pedagógiai Kabinet óvoda- és iskolapszichológusa
16. Lőrinczy Attila, a székesfehérvári Teleki Blanka Gimnázium tanára, szaktanácsadó
17. Lukácskó Zsolt, a Debreceni Orvostudományi Egyetem Egészségügyi Főiskolájának főigazgatója
18. Majzik Lászlóné Patay Katalin, az Új Pedagógiai Szemle szerkesztője
19. Mihály Ottó, a Miskolci Egyetem tanszékvezető egyetemi docense
20. Németh Rudolf, a Liszt Ferenc Zeneművészeti Főiskola tanszékvezető főiskolai tanára, intézetigazgató
21. Rácz István, a debreceni Kossuth Lajos Tudományegyetem egyetemi tanára
22. Regdon Géza, a szegedi Szent-Györgyi Albert Orvostudományi Egyetem nyugalmazott egyetemi docense
23. Sipos Imréné, az esztergomi Vitéz János Római Katolikus Tanítóképző Főiskola Gyakorló Általános Iskolájának igazgatója
24. Sulyok László, a szombathelyi Berzsenyi Dániel Tanárképző Főiskola főiskolai docense
25. Weiss Emília, az Eötvös Loránd Tudományegyetem egyetemi tanára

1. Bakonyi Mihály, művésztanár, festőművész
2. Barlai Róbertné, a budapesti Bárczi Géza Utcai Általános és Középiskola igazgatója
3. Béres János, zenetanár, az Óbudai Népzenei Iskola alapító nyugalmazott igazgatója
4. Bernáth Árpád, a szegedi József Attila Tudományegyetem egyetemi tanára
5. Csabai Attila, az egri II. Rákóczi Ferenc Általános Iskola igazgatója
6. Dobos László, a pécsi Püspöki Hittudományi Főiskola főiskolai tanára
7. Elekes Attila, a budapesti Haynal Imre Egészségtudományi Egyetem főigazgató-helyettese
8. Ernyey Gyula, a Magyar Iparművészeti Főiskola Elméleti Intézetének igazgatója
9. Fátrai Klára, a bajai Eötvös József Tanítóképző Főiskola főigazgatója
10. Györffy Imréné, a kiskunmajsai Dózsa György Gimnázium tanára
11. Horányi István, a budapesti II. Rákóczi Ferenc Gyakorló Közgazdasági Szakközépiskola igazgatója
12. Hudivák Marianna, a nyíregyházi Vikár Sándor Zeneiskola tanszékvezető tanára
13. Joó Ferenc, a Kossuth Lajos Tudományegyetem egyetemi tanára
14. Kanyó András, a balassagyarmati Rózsavölgyi Márk Zeneiskola fuvolatanára
15. Kincses László, a Békés Megyei Pedagógiai Intézet igazgatója
16. Kováts Lajos, a Tiszadobi Gyermekváros nevelőtanára
17. Mucsi Imre, a Debreceni Agrártudományi Egyetem főigazgató-helyettese
18. Papp Éva, a Janus Pannonius Tudományegyetem 2. számú Gyakorló Általános Iskolájának igazgatója
19. Papp György, a szegedi Juhász Gyula Tanárképző Főiskola intézetigazgatója
20. Pattantyús Ábrahám Ádám, a Budapesti Műszaki Egyetem egyetemi docense
21. Pusztay János, a szombathelyi Berzsenyi Dániel Tanárképző Főiskola főiskolai tanára
22. Sallay Mária, a Munkaügyi Minisztérium főtanácsosa
23. Sipos Lajos, az Eötvös Loránd Tudományegyetem oktatási dékánhelyettese
24. Székely Gábor, a nyíregyházi Bessenyei György Tanárképző főiskola főigazgatója
25. Szirtesné Hortobágyi Mária, a Fővárosi I. Kerületi Önkormányzati Zeneiskola zongoratanára
26. Szüle Zsolt, a Gödöllői Agrártudományi Egyetem dékánhelyettese
27. Tegzes György, a budapesti XXI. Kerületi Ének-Zene Tagozatú Általános Iskola nyugalmazott tanára
28. Tóth Mihály, a Kandó Kálmán Műszaki Főiskola főigazgatója
29. Varga Lajos, a budapesti Trefort Ágoston Kéttannyelvű Szakközépiskola és Gimnázium címzetes igazgatója
30. Vladár Ervin, az Országos Pedagógiai Intézet nyugalmazott főosztályvezetője

1. Agárdy Sándor, a tornyospálcai Szabolcs Vezér Általános Iskola igazgatója
2. Bánszki István, a Nyíregyházi Evangélikus Kossuth Lajos Gimnázium igazgatója
3. Barta Péter, a miskolci Egressy Béni Zeneiskola igazgatója
4. Batha Kálmánné, a keszthelyi Vajda János Gimnázium tanára
5. Benedek István, a budapesti Ady Endre Közgazdasági Szakkollégium igazgatója
6. Cseh Sándor, a győri Apáczai Csere János Tanárképző Főiskola főigazgatója, főiskolai tanár
7. Daragó József, a debreceni Kölcsey Ferenc Református Tanítóképző Főiskola tanszékvezető főiskolai docense
8. Farkas József, a Miskolci Egyetem nyugalmazott egyetemi tanára
9. Fejérdy Pál, a Semmelweis Orvostudományi Egyetem Fogpótlástani Klinikájának egyetemi tanára
10. Gaul Emil, a Magyar Iparművészeti Főiskola tanszékvezető egyetemi docense
11. Gebey Sándorné, a debreceni Kossuth Lajos Tudományegyetem Arany János Gyakorló Általános Iskolájának igazgatóhelyettese
12. Hardicsay Gábor, a budapesti Szemere Utcai Általános Iskola igazgatóhelyettese
13. Hárspatakiné Dékány Veronika, a budapesti Madách Imre Gimnázium tanára, munkaközösség-vezető
14. Horváth Jenő, a Soproni Egyetem Matematikai Intézetének igazgatója, egyetemi tanár
15. Horváth Zoltánné, a soproni Szent Orsolya Római Katolikus Általános Iskola, Gimnázium és Kollégium tanítója
16. Körber Tivadar, a budapesti Bartók Béla Zeneművészeti Szakközépiskola és Gimnázium tanára
17. Lampé László, a Debreceni Orvostudományi Egyetem védőnői szakának igazgatója, egyetemi tanár
18. Hegyi Erzsébet, a Liszt Ferenc Zeneművészeti Főiskola egyetemi tanára
19. Lőrincz Győző, a budapesti Képző- és Iparművészeti Szakközépiskola tanára
20. Maurer Mária, a szegedi Szent-Györgyi Albert Orvostudományi Egyetem egyetemi adjunktusa, klinikai főorvos
21. Mihók Imre, a dudari általános iskola igazgatója
22. Rácz Attila, az Államigazgatási Főiskola tanszékvezető főiskolai tanára
23. Roóz József, a budapesti Pénzügyi és Számviteli Főiskola főigazgatója, főiskolai tanár
24. Sándor Éva, a budapesti Váci Úti Általános Iskola gyógypedagógusa, a Fővárosi Pedagógiai Intézet szaktanácsadója
25. Szalai Józsefné, a Munkaügyi Minisztérium osztályvezető-helyettese
26. Tamás Ferenc, a Veszprémi Egyetem egyetemi tanára
27. Tegyey Imréné, a budapesti Berzsenyi Dániel Gimnázium tanára
28. Vargáné Raisz Rózsa, az egri Eszterházy Károly Tanárképző Főiskola tanszékvezető főiskolai tanára
29. Vass Valéria, a budapesti Tóth Aladár Zeneiskola tanszékvezető gitártanára
30. Zeller Gyula, a Janus Pannonius Tudományegyetem egyetemi tanára

1. Ábrahám Károlyné, a Fővárosi Pedagógiai Intézet vezető szaktanácsadója
2. Ábrahám Mariann, a budapesti Bartók Béla Zeneművészeti Szakközépiskola tanára
3. Bitskey István, a Kossuth Lajos Tudományegyetem egyetemi tanára
4. Cervenak Józsefné, a Budapesti Tanítóképző Főiskola főiskolai docense
5. Csőregh Éva, a Magyar Képzőművészeti Főiskola nyugalmazott tudományos főmunkatársa
6. Deák Gábor, a miskolci Berzeviczy Gergely Kereskedelmi és Vendéglátó-ipari Szakközépiskola nyugalmazott igazgatója
7. Kajati Istvánné, a budapesti Dr. Szent-Györgyi Albert Általános és Szakiskola igazgatója
8. Kárász Imre, az egri Eszterházy Károly Tanárképző Főiskola tanszékvezető egyetemi tanára
9. Kis Géza nyugalmazott rendőr ezredes, a BM Rendőrtiszti Főiskola tanszékvezető főiskolai tanára
10. Kokas Klára, a kecskeméti Kodály Zoltán Zenepedagógiai Intézet nyugalmazott főiskolai docense
11. Kondor Imre, az Eötvös Loránd Tudományegyetem tanszékvezető egyetemi tanára
12. Korányi Erzsébet, az ELTE Apáczai Csere János Gyakorló Gimnáziumának vezető tanára
13. Kotnyek István, a Zala Megyei Pedagógiai Intézet igazgatója
14. Molnár Imre, a szegedi József Attila Tudományegyetem egyetemi tanára
15. Pálhegyi Ferenc, a budapesti Bárczi Gusztáv Gyógypedagógiai Tanárképző Főiskola nyugalmazott tanszékvezető főiskolai tanára
16. Sille Zoltán, a nyíregyházi Bessenyei György Tanárképző Főiskola Eötvös József Gyakorló Általános Iskolájának és Gimnáziumának igazgatóhelyettese (posztumusz)
17. Somogyi János, a Semmelweis Orvostudományi Egyetem egyetemi tanára
18. Szentjóbi Szabó Tibor, a bajai Tóth Kálmán Gimnázium és Szakközépiskola szaktanácsadója
19. Valent Györgyné, a Zuglói Hajós Alfréd Általános Iskola nyugalmazott igazgatója
20. Zobory István, a Budapesti Műszaki Egyetem tanszékvezető egyetemi tanára

1. Aszalós Tünde, a budapesti Tóth Aladár Zeneiskola zongoratanára
2. Bánrévy Gábor, a budapesti Pázmány Péter Katolikus Egyetem egyetemi tanára, dékánhelyettese
3. Bollókné Panyik Ilona, az Eötvös Loránd Tudományegyetem főiskolai tanára
4. Brenyó Mihály, a kecskeméti Bányai Júlia Gimnázium tanára
5. Farkas György, a győri Széchenyi István Főiskola főiskolai tanára
6. Görömbei Andrásné Kiss Valéria, a Debreceni Egyetem Gyakorló Gimnáziumának igazgatóhelyettese
7. Járainé Bődi Györgyi, a budapesti Vörösmarty Mihály Ének-Zene Tagozatos Általános Iskola igazgatója
8. Kádár Anna, a Semmelweis Egyetem egyetemi tanára
9. Kiss János, a szolnoki Jász-Nagykun-Szolnok Megyei Ipari, Kereskedelmi, Vendéglátó-ipari Szakképző Iskola igazgatója
10. Kleb Béla, a Budapesti Műszaki és Gazdaságtudományi Egyetem egyetemi docense
11. Kontra István, az Országos Közoktatási Szolgáltató Intézmény országos szakértője
12. Krisch Imre, a soproni Nyugat-magyarországi Egyetem tanszékvezető nyelvtanára
13. Nanszákné Cserfalvi Ilona, a debreceni Kölcsey Ferenc Református Tanítóképző Főiskola főiskolai tanára, főigazgató-helyettese
14. Osztroluczky Miklós, a budapesti Szent István Egyetem tanszékvezető főiskolai tanára
15. Péter Mózes, a Debreceni Egyetem egyetemi tanára
16. Solti Ambrusné, a budapesti Molnár Antal Zeneiskola fuvolatanára
17. Szeszler Anna, a budapesti Lauder Javne Zsidó Közösségi Óvoda, Általános, Közép- és Szakiskola főigazgatója
18. Truka Istvánné, a győri Gárdonyi Géza Általános Iskola igazgatóhelyettese
19. Vajdáné Zajk Tamara, a budapesti Pesti Barnabás Élelmiszer-ipari Szakközépiskola, Szakmunkásképző és Gimnázium igazgatója

1. Adamik Tamás, az Eötvös Loránd Tudományegyetem tanszékvezető egyetemi tanára
2. Adorján Ilona, a Szegedi Tudományegyetem Konzervatóriumának óraadó tanára
3. Daróci Bárdos Tamás, a Weiner Leó Állami Zeneiskola és Zeneművészeti Szakközépiskola tanára
4. Farkas Istvánné, az egri Kossuth Zsuzsa Egészségügyi Szakközépiskola igazgatója
5. Frisch Gyula, a veszprémi Cholnoky Jenő Általános Iskola és Gimnázium igazgatója
6. Gorilovics Tivadar, a Debreceni Egyetem egyetemi tanára
7. Hajdu Sándor, a budapesti Mozgássérültek Pető András Nevelőképző és Nevelőintézete főiskolai docense
8. Kiss Lajos, nyugalmazott református lelkész
9. Locsmándi Miklósné, a budapesti Pécsi Sebestyén Általános és Zenetagozatos Iskola igazgatója
10. Luif Otmár, a Pannonhalmi Bencés Gimnázium nyugalmazott igazgatója
11. Matuscsák Tamás, a Budapesti Műszaki és Gazdaságtudományi Egyetem tanszékvezető egyetemi docense
12. Molnár Lajos, a váci Boronkay György Műszaki Középiskola és Gimnázium igazgatója
13. Sarbu Aladár, az Eötvös Loránd Tudományegyetem egyetemi tanára
14. Sófalvy Ferenc, a Szegedi Tudományegyetem megbízott tanszékvezető főiskolai docense
15. Sótonyi Péter, a budapesti Szent István Egyetem egyetemi docense
16. Tölgyszéky Papp Gyuláné, az ELTE Bárczi Gusztáv Gyógypedagógiai Főiskolai Kara Gyakorló Általános Iskolájának igazgatója
17. Vándor Ferencné, nyugalmazott főiskolai tanár
18. Varecza Árpád, a Nyíregyházi Főiskola tanszékvezető főiskolai tanára
19. Várnagy Elemér, a budapesti Apor Vilmos Katolikus Főiskola nyugalmazott egyetemi docense
20. Vincze János, a tiszakécskei Móricz Zsigmond Gimnázium nyugalmazott igazgatóhelyettese

1. Albert Sándor, a Kassai Műszaki Egyetem egyetemi tanára
2. Balogh László, a Debreceni Egyetem tanszékvezető egyetemi docense
3. Bernáth Lászlóné, a Hunfalvy János Fővárosi Gyakorló, Két Tannyelvű Külkereskedelmi, Közgazdasági Szakközépiskola igazgatója
4. Biszterszky Elemér, a Budapesti Műszaki és Gazdaságtudományi Egyetem tanszékvezető egyetemi tanára
5. Császár Ákosné, a Budapesti Műszaki és Gazdaságtudományi Egyetem nyugalmazott egyetemi docense
6. Diószegi István, az Eötvös Loránd Tudományegyetem nyugalmazott egyetemi tanára
7. Elek Elemér, az egri Bornemissza Gergely Szakképzési Intézet igazgatója
8. Fazekas György, a budapesti Mozgássérültek Pető András Nevelőképző és Nevelőintézetének főiskolai docense
9. Görbe László, a Budapesti Piarista Gimnázium igazgatója
10. Huszti Péter, a Színház- és Filmművészeti Egyetem főtanszakvezető egyetemi tanára
11. Magay Tamás, a budapesti Károli Gáspár Református Egyetem egyetemi magántanára
12. Nán Istvánné, a tápiószecsői általános iskola címzetes igazgatója
13. Pálfy Gyula, a fóti Károlyi István Gyermekközpont nyugalmazott tanára
14. Patai Kálmánné, a budapesti Váci Mihály Kollégium igazgatója
15. Pénzes Géza, a balassagyarmati Rózsavölgyi Márk Művészeti Iskola tanszakvezető tanára
16. Szabó Piroska, a szendrőládi Napközi Otthonos Óvoda és Általános Iskola igazgatója
17. Száz János, a Budapesti Közgazdaság-tudományi és Államigazgatási Egyetem egyetemi tanára
18. Szilágyi Pálma, a budapesti Tóth Aladár Zeneiskola tanára, fővárosi szaktanácsadó
19. Tóthné Sikora Gizella, a Miskolci Egyetem egyetemi docense
20. Vincze Zoltán, a Semmelweis Egyetem egyetemi tanára, dékánja, a Gyógyszerügyi Szervezési Intézet igazgatója

1. Baranyai Zoltánné, a győri Kovács Margit ÁMK kézművesiskolájának egységvezetője
2. Búza Jánosné, a pilisvörösvári Német Nemzetiségi Gimnázium és Külkereskedelmi Szakközépiskola igazgatóhelyettese
3. Choli Daróczi József, a budapesti Apor Vilmos Katolikus Főiskola nyugalmazott főiskolai adjunktusa
4. Csillei Béla, a szolnoki Dr. Hegedűs T. András Alapítványi Középiskola, Szakiskola, Esti Általános Iskola és Kollégium igazgatója
5. Heindl Péter, a mánfai Collegium Martineum Középiskolai Tehetséggondozó Kollégium igazgatója
6. Kerényi Eszter, a szombathelyi Berzsenyi Dániel Főiskola főiskolai docense
7. Kereszty Zsuzsa, az Eötvös Loránd Tudományegyetem főiskolai docense
8. König Sándor, a budapesti Egressy Gábor Kéttannyelvű Műszaki Szakközépiskola igazgatója
9. Mező András, a Nyíregyházi Főiskola tanszékvezető egyetemi tanára
10. Németh József, a Szegedi Tudományegyetem egyetemi docense
11. Pokol György, a Budapesti Műszaki és Gazdaságtudományi Egyetem tanszékvezető egyetemi tanára
12. Sima Dezső, a Budapesti Műszaki Főiskola intézetigazgató főiskolai tanára, kari főigazgató
13. Titkó István, a Debreceni Egyetem Kossuth Lajos Gyakorló Gimnáziumának igazgatója
14. Udvardy Miklós, a Debreceni Egyetem egyetemi tanára
15. Vadász Dénes, a Miskolci Egyetem tanszékvezető egyetemi docense
16. Varga Gábor, az Alsóerdősori Ének-zene Tagozatos Általános Iskola és Gimnázium igazgatója
17. Varga Miklós, az ajkai Bródy Imre Gimnázium és Szakközépiskola nyugalmazott igazgatója
18. Vígh Béla, a Semmelweis Egyetem nyugalmazott egyetemi tanára, szaktanácsadó
19. Warvasovszky Emil, nyugalmazott címzetes igazgató
20. Záborszky Kálmán, a budapesti Szent István Király Zeneiskola és Zeneművészeti Szakközépiskola igazgatója

1. Albert Levente, a soproni Nyugat-magyarországi Egyetem intézetigazgató egyetemi tanára
2. Bozsó Ferenc, a kecskeméti Lester Péter Kereskedelmi Szakközépiskola és Szakiskola nyugalmazott igazgatója
3. Czimer Györgyné, a budapesti Fodor József Szakképző Iskola és Gimnázium tanára
4. Fábri Mihály, a gödöllői Premontrei Szent Norbert Gimnázium tanára
5. Frisnyák Sándor, a Nyíregyházi Főiskola egyetemi tanára
6. Géher István, az Eötvös Loránd Tudományegyetem tanszékvezető egyetemi tanára
7. Halász János, a budapesti Kossuth Lajos Kéttannyelvű Fővárosi Gyakorló Műszaki Középiskola igazgatója
8. Hoffmann Istvánné, a Budapesti Közgazdaság-tudományi és Államigazgatási Egyetem professor emeritusa
9. Kalaus György, a Budapesti Műszaki és Gazdaságtudományi Egyetem egyetemi tanára
10. Komáromy László, a Pécsi Tudományegyetem főiskolai tanára
11. Koppány László, a mádi Koroknay Dániel Tehetséggondozó és Általános Iskola igazgatója
12. Körmendi Géza, a tatai Eötvös József Gimnázium nyugalmazott igazgatója
13. Lovas Antal, a Budapesti Műszaki és Gazdaságtudományi Egyetem egyetemi docense, oktatási dékánhelyettese
14. Módis László, a Debreceni Egyetem egyetemi tanára
15. Paczolay Péter, a Szegedi Tudományegyetem tanszékvezető egyetemi tanára
16. Szarka Zoltán, a Miskolci Egyetem nyugalmazott egyetemi docense
17. Szász Józsefné, a budapesti Józsefvárosi Zeneiskola tanszakvezető tanára
18. Telegdiné Tóth Mária, az Erzsébetvárosi Pedagógiai Szolgáltató Központ igazgatója
19. Tóth Nándor, a nyíregyházi Vikár Sándor Zeneiskola tanára, karnagy
20. Trencsényi László, a Magyar Pedagógiai Társaság főtitkára

1. Babarczi József, a kerepesi Széchenyi István Általános Iskola gyógypedagógusa
2. Barótiné Gaál Márta, a Szegedi Tudományegyetem tanszékvezető egyetemi docense
3. Borosné Kézy Zsuzsanna, a budapesti Csokonai Vitéz Mihály 12 Évfolyamos Gimnázium igazgatója
4. Burghardt Jenőné, a budapesti Alsóerdősori Ének-zene Tagozatos Általános Iskola és Gimnázium igazgatóhelyettese, kerületi munkaközösség-vezető
5. Falus Iván, neveléstudós
6. Havas László, a Debreceni Egyetem egyetemi tanára
7. Kerékgyártó Éva, a kocsi Vincze Imre Általános Iskola igazgatója
8. Kézdi Balázs, a Pécsi Tudományegyetem egyetemi tanára
9. Komáromi Gabriella, a Kaposvári Egyetem tanszékvezető főiskolai tanára, intézetigazgató
10. Kozma László, a nyírbátori Tinódi Lantos Sebestyén Alapfokú Művészeti Iskola és Alkotóház tanára
11. Köpf Lászlóné, a budapesti Öveges József Gyakorló Középiskola és Pedagógiai Szakszolgálat igazgatója
12. Machovich Raymund, a Semmelweis Egyetem egyetemi tanára
13. Magyari Kálmánné, a gyöngyösi Károly Róbert Kereskedelmi, Vendéglátó-ipari és Idegenforgalmi Szakképző Iskola igazgatója
14. Molnár István, a budapesti Károly Róbert Kereskedelmi Szakközépiskola, Általános Iskola és Óvoda elnök-igazgatója
15. Móricz Ferenc, a Szegedi Tudományegyetem egyetemi tanára
16. Nagy István, a veresegyházi Fabriczius József Általános Iskola igazgatója
17. Nemes Péter, a budapesti Szent István Egyetem egyetemi docense
18. Pásztor Andrásné, a Miskolci Egyetem Árvay József Gyakorló Általános Iskolájának igazgatója
19. Szarvas Beatrix, a Budapesti Corvinus Egyetem egyetemi docense, oktatási igazgatója
20. Szathmári István, az Eötvös Loránd Tudományegyetem professor emeritusa

1. Barna Lászlóné, a Miskolci Egyetem sárospataki Árvay József Gyakorló Általános Iskolája igazgató-helyettese, szakvezető tanító
2. Czubor János, a IX. kerületi Gundel Károly Vendéglátóipari és Idegenforgalmi Szakképző Iskola igazgatója
3. Dr. Fehér Irén, a Nyugat-Magyarországi Egyetem tanszékvezető főiskolai tanára, a neveléstudomány kandidátusa
4. Ferge József, a sármelléki Általános Művelődési Központ igazgatója
5. Dr. Györffy János, az Eötvös Loránd Tudományegyetem egyetemi docense, a földrajztudomány kandidátusa
6. Hegyeshalmi Csaba, a kocsordi Jókai Mór Általános Iskola intézményvezetője
7. Dr. Horkay Irén, a Debreceni Egyetem egyetemi tanára, az orvostudomány doktora
8. Dr. Kisbán Eszter, a Pécsi Tudományegyetem egyetemi tanára, a néprajztudomány doktora
9. Kiss Margit, a X. kerületi Zrínyi Miklós Gimnázium és Szakközépiskola tanára, közoktatási szakértő
10. Dr. Nyitrai József, a Budapesti Műszaki és Gazdaságtudományi Egyetem egyetemi tanára, a kémiai tudomány doktora
11. Dr. Pénzes István, a Semmelweis Egyetem Aneszteziológiai és Intenzív Terápiás Klinika igazgatója, egyetemi tanár
12. Pusztai József, az ibrányi Árpád Fejedelem Általános és Művészeti Iskola Komplex Szakszolgálati Intézet igazgatója
13. Dr. Schlett István, az Eötvös Loránd Tudományegyetem egyetemi tanára, a politikatudomány kandidátusa
14. Szak Bálint, a békéscsabai Dolgozók Közgazdasági és Kereskedelmi Szakközépiskolája nyugalmazott tanára
15. Szesztay Zsoltné, a debreceni Simonffy Emil Zeneiskola tanszakvezető hegedűtanára
16. Dr. Vita László, a Budapesti Corvinus Egyetem tanszékvezető egyetemi tanára, a közgazdaság-tudomány kandidátusa
17. Vörös László, az ELTE Trefort Ágoston Gyakorlóiskolája vezetőtanára
18. Dr. W. Mikó Magdolna pszichológus, a pszichológiai tudomány kandidátusa
19. Zombori Béla, a Magyar Iparművészeti Egyetem egyetemi adjunktusa

1. Bakondi János, a Budapesti Műszaki és Gazdaságtudományi Egyetem címzetes egyetemi docense
2. Bartha Gyula, az acsai Általános Művelődési Központ igazgatója
3. Cseh Béla, a bajai Eötvös József Főiskola Gyakorló Általános Iskolájának igazgatója
4. Géher István, az Eötvös Loránd Tudományegyetem egyetemi tanára
5. Fodorné Győri Piroska, a gyöngyösi Károly Róbert Kereskedelmi, Vendéglátóipari és Idegenforgalmi Szakképző Iskola igazgatóhelyettese
6. Hegedűs Oszkárné, a budapesti Berzeviczy Gergely Közgazdasági és Két Tanítási Nyelvű Külkereskedelmi Szakközépiskola igazgatója
7. Horn György, a budapesti Alternatív Közgazdasági Gimnázium alapító pedagógiai vezetője, a Független Pedagógiai Intézet alapító igazgatója
8. Kerékgyártó István, a tállyai Közép-európai Művésztelep és Szabadiskola vezetője
9. Megyimóreczné Schmidt Ildikó, a pécsi Liszt Ferenc Zeneiskola tanszakvezető zongoratanára
10. Molnár Sándor, a budapesti Szent István Egyetem tanszékvezető egyetemi tanára, tudományos tanácsadó
11. Nagy Erzsébet, a budapesti XIII. Kerületi Zeneiskola tanszakvezető gitártanára
12. Oláh Éva, a Debreceni Egyetem egyetemi tanára, klinikai igazgató
13. Ötvös Péter, a Szegedi Tudományegyetem egyetemi docense
14. Sádt Ede, a budapesti Kós Károly Kollégium igazgatója
15. N. Szabó József, a Nyíregyházi Főiskola tanszékvezető egyetemi tanára
16. Szabó Miklósné, a kiskunhalasi Bemáth Lajos Kollégium nyugalmazott igazgatóhelyettese
17. Szakács Mihályné Farsang Mária, a szarvasi Tessedik Sámuel Főiskola főigazgatója
18. Szegfű László, a Szegedi Tudományegyetem tanszékvezető főiskolai tanára
19. Szirmai Imre, a Semmelweis Egyetem egyetemi tanára
20. Szuhay Miklós, a Budapesti Corvinus Egyetem professor emeritusa

1. Dr. Balázs György László, a Budapesti Műszaki és Gazdaságtudományi Egyetem tanszékvezető egyetemi tanára
2. Dr. Bárdi Lajos, a Budapesti Corvinus Egyetem főiskolai docense
3. Csécsi Barnabás Sándor, a XX. kerületi Benedek Elek Óvoda, Általános Iskola, Speciális Szakiskola és Egységes Gyógypedagógiai Módszertani Intézmény igazgatója, gyógypedagógus, közoktatási szakértő
4. Dr. Hunyadi Zoltán, a Fővárosi Pedagógiai és Pályaválasztási Tanácsadó Intézet nyugalmazott igazgatója
5. Dr. Kaifás Ferenc, a Szent István Egyetem professor emeritusa
6. Dr. Karlovitz János Ferenc tankönyvkutató tanár, a TANOSZ elnöke
7. Kondor László, a dunaújvárosi Rudas Közgazdasági Szakközépiskola Szakiskola és Kollégium igazgatója
8. Dr. Kosztolányi József, a Szegedi Tudományegyetem egyetemi docense
9. Dr. Kovács Etele, a balassagyarmati Balassi Bálint Gimnázium tanára
10. Kovács Ferenc, a balassagyarmati Balassi Bálint Gimnázium tanára
11. Nemesné Antal Magdolna, a III. kerületi Szent Miklós Általános Iskola, Diákotthon és Gyermekotthon igazgató-helyettese
12. Papp Istvánné, a nyíregyházi Vikár Sándor Zeneiskola Alapfokú Művészetoktatási Intézmény igazgatója
13. Pázmány Karolina Ágnes, a Magyar Rajztanárok Országos Egyesülete titkára
14. Pinczésné Dr. Palásthy Ildikó, a Kölcsey Ferenc Református Tanítóképző Főiskola tanszékvezető főiskolai tanára
15. Ritoók Pálné Ádám Magda, az ELTE nyugalmazott egyetemi docense
16. Sándor László, a veszprémi Ipari Szakközépiskola és Gimnázium igazgatója
17. Dr. Sütő Zoltán, a Kaposvári Egyetem egyetemi docense
18. Tóth Egon, a XIV. kerületi Hallássérültek Óvodája, Általános Iskolája, Speciális Szakiskolája, Egységes Gyógypedagógiai Módszertani Intézménye és Diákotthona igazgatója
19. Dr. Vadon Lehel, az Eszterházy Károly Főiskola egyetemi tanára
20. Dr. Virágos Zsolt, a Debreceni Egyetem egyetemi tanára

1. Albertini Béla, a Kaposvári Egyetem főiskolai tanára
2. Benedek András, a Budapesti Műszaki és Gazdaságtudományi Egyetem tanszékvezető egyetemi tanára, intézetigazgatója
3. Dunai László, a Budapesti Műszaki és Gazdaságtudományi Egyetem egyetemi tanára
4. Farkas Ferencné Kurucz Zsuzsanna, a Pécsi Tudományegyetem egyetemi docense
5. Fekete Éva, a Szegedi Tudományegyetem egyetemi tanára
6. Golnhofer Erzsébet, a Pedagógusképzés című folyóirat rovatvezetője
7. Kóbor András, a Semmelweis Egyetem egyetemi docense
8. Lehota József, a Szent István Egyetem egyetemi tanára
9. Magyar Pálné, a sárospataki Comenius Tanítóképző Főiskola Árvay József Gyakorló Általános Iskolájának nyugalmazott tanítója
10. Márton Ildikó, a Debreceni Egyetem egyetemi tanára, dékánja
11. Mátai Mária, az Eötvös Loránd Tudományegyetem egyetemi docense
12. Pataki Ferenc, fejszámolóművész
13. Petróczy Mária, a salgótarjáni Táncsics Mihály Közgazdasági, Ügyviteli, Kereskedelmi és Vendéglátóipari Szakközépiskola és Szakiskola tanára
14. L. Ritók Nóra, a berettyóújfalui Igazgyöngy Alapfokú Művészeti Iskola igazgatója
15. Schaffer István, a budapesti Német Nemzetiségi Gimnázium és Kollégium igazgatója
16. Tenk Antal, a Nyugat-magyarországi Egyetem egyetemi tanára
17. Tibay András, a balassagyarmati Kiss Árpád Általános Iskola nyugalmazott igazgatója
18. Tóth Tibor, a Nagykőrösi Ádám László Szakközépiskola nyugalmazott tanára
19. Venter György, a Nyíregyházi Főiskola tanszékvezető főiskolai tanára
20. Zelinka Tamás, zenepedagógus, a Parlando zenepedagógiai folyóirat felelős szerkesztője

1. Bálint József, a Makói Általános Iskola Alapfokú Művészetoktatási Intézmény és Logopédiai Intézet nyugalmazott igazgatója
2. Bertók Otília, a balassagyarmati Balassi Bálint Gimnázium tanára
3. Budavári István, a budapesti IX. Kerületi Képző- és Iparművészeti Szakközépiskola nyugalmazott tanára
4. Bugár Péter, a budapesti Varga István Kereskedelmi, Közgazdasági Szakközépiskola és Szakiskola volt igazgatója
5. Csizmazia Zoltán, a Debreceni Egyetem professor emeritusa
6. Duló Károly János, Balázs Béla-díjas tanár
7. Fehér István, a Szent István Egyetem egyetemi tanára
8. Gálik Mihály, a Budapesti Corvinus Egyetem tanszékvezető egyetemi tanára
9. Holló István, a Kaposvári Egyetem tanszékvezető egyetemi tanára, dékánja
10. Hubert Ildikó, az Erzsébetvárosi Pedagógiai-Szakmai Szolgáltató Intézmény pedagógiai szakértője
11. Lévai Imre, a Miskolci Egyetem professor emeritusa
12. Marinovich Endre, a Budapesti Gazdasági Főiskola főiskolai tanára
13. Molnár Géza, a Mérei Ferenc Fővárosi Pedagógiai és Pályaválasztási Tanácsadó Intézet tanácsadója
14. Nagy Kálmán, a székesfehérvári József Attila Középiskolai Kollégium igazgatója
15. Nagy Lajos Imre, a Nyíregyházi Főiskola intézetigazgató főiskolai tanára
16. Nagyné Réz Ilona, az ELTE Gyakorló Gyógypedagógiai Szolgáltató Intézmény igazgatója
17. Pandur József, festőművész, a Pécsi Tudományegyetem nyugalmazott oktatója, a Pécsi Művészeti Gimnázium és Szakközépiskola művészettörténet szakos tanára (a díjat Pécsett vette át)
18. Szabóné Révész Piroska, a Szegedi Tudományegyetem intézetvezető egyetemi tanára, oktatási dékánhelyettese
19. Tolvaj László, a soproni Nyugat-magyarországi Egyetem egyetemi tanára
20. Vingender István, a Semmelweis Egyetem oktatási dékánhelyettese, főiskolai tanár

1. Békési Imréné Fejes Katalin, a Szegedi Tudományegyetem Bölcsészettudományi Karának egyetemi docense
2. Győri Zoltán, a Debreceni Egyetem Agrár- és Gazdálkodástudományok Centrumának intézetvezető egyetemi tanára
3. Győriné Fogarasi Katalin, nyugalmazott tanár, szaktanácsadó, a rajz- és vizuális kultúra szakértője
4. Heltai Miklós, a gödöllői Török Ignác Gimnázium nyugalmazott igazgatója
5. Horváthné Molnár Katalin, a Nyugat-magyarországi Egyetem Savaria Egyetemi Központjának főiskolai tanára, docense
6. Húth József, a Kaposvári Egyetem Pedagógiai Karának tanszékvezető egyetemi docense
7. Inzelt Péterné, a budapesti Károlyi Mihály Fővárosi Gyakorló Két Tannyelvű Közgazdasági Szakközépiskola igazgatója
8. Kárpáti Árpád, a Pannon Egyetem Mérnöki Karának egyetemi docense
9. Kollai Márk, a Semmelweis Egyetem Általános Orvostudományi Karának egyetemi tanára
10. Magyar Margit, a budapesti Tóth Aladár Zeneiskola igazgatója
11. Melo Ferenc, a balassagyarmati Szent Imre Keresztény Általános Iskola, Gimnázium és Szakképző Iskola igazgatója
12. Moró Károly, a budapesti Szent István Gimnázium tanára
13. Salgó András, a Budapesti Műszaki és Gazdaságtudományi Egyetem Vegyészmérnöki és Biomérnöki Karának egyetemi tanára
14. Simon István, az ELTE Apáczai Csere János Gyakorló Gimnáziumának és Kollégiumának nyugalmazott kollégiumvezetője
15. Sterczer Ágnes, a Szent István Egyetem Állatorvos-tudományi Karának egyetemi docense
16. Tózsa István, a Budapesti Corvinus Egyetem Közigazgatás-tudományi Karának tanszékvezető főiskolai docense
17. Uhrik Teodóra, a Pécsi Művészeti Gimnázium és Szakközépiskola táncművészeti tagozatának vezetője
18. Ujvári Pál, a Pestszentlőrinci Közgazdasági Szakközépiskola és a Fazekas Mihály Fővárosi Gyakorló Általános Iskola nyugalmazott tanára, szaktanácsadó
19. Závodszky Géza, az Eötvös Loránd Tudományegyetem nyugalmazott főiskolai tanára
20. Zoltán László, a budapesti Szabó Lőrinc Kéttannyelvű Általános Iskola és Gimnázium igazgatója

1. Almási Éva, a Pécsi Művészeti Gimnázium és Szakközépiskola tanára, humánmunkaközösség-vezetője
2. Bartha Tibor, a Szent István Egyetem egyetemi tanára, dékánhelyettese
3. Bassola Péter, a Szegedi Tudományegyetem egyetemi tanára
4. Bojtár Imre, a Budapesti Műszaki és Gazdaságtudományi Egyetem egyetemi tanára
5. Csapó Jánosné Kiss Zsuzsanna Ilona, a Kaposvári Egyetem tudományos munkatársa
6. Dinyáné Szabó Marianna, a Semmelweis Egyetem ügyvivő szakértője, tanulmányi felelőse
7. Divinyi Tamás, a Semmelweis Egyetem egyetemi tanára
8. Freud Róbert, az Eötvös Loránd Tudományegyetem egyetemi docense
9. Horváth Istvánné, a salgótarjáni Váczi Gyula Alapfokú Művészetoktatási Intézmény tanszakvezető szolfézstanára
10. Káplár Adolf, a barcsi TIT Középiskola és Szakiskola igazgatója
11. Kátai János, a Debreceni Egyetem dékánja, tanszékvezető egyetemi tanára
12. Leszkovszki Albin, a sárbogárdi Petőfi Sándor Gimnázium nyugalmazott óraadó tanára és a sárbogárdi Mezőföldi Gimnázium óraadó tanára
13. Makláryné Baranyai Valéria, a budapesti Hubay Jenő Alapfokú Művészetoktatási Intézmény és Pedagógiai Szakkönyvtár szaktanácsadója, hegedű-szolfézstanár
14. Nagy Pál, a Szent István Egyetem Romológiai Gyűjteményének vezetője
15. Puskás Lajos Károly, a tiszafüredi Kossuth Lajos Gimnázium, Szakképző Iskola, Általános Iskola, Pedagógiai Szakszolgálat és Kollégium nyugalmazott tanára
16. Szalay József, a Budai Ciszterci Szent Imre Gimnázium tanára
17. Tardos Lászlóné, a budapesti Járdányi Pál Zeneiskola tanszakvezető hegedűtanára
18. Tillingerné Sebestyén Erika, a budapesti Bárczi Gusztáv Óvoda, Általános Iskola és Készségfejlesztő Speciális Szakiskola gyógypedagógusa
19. Tóth Zoltán, a Debreceni Egyetem Szülészeti és Nőgyógyászati Klinikájának igazgatója, egyetemi tanár
20. Vopaleczky György, a budapesti Váci Mihály Kollégium igazgatóhelyettese

1. Abonyiné Szalai Rozina
2. Adorján Katalin
3. Balogh Gábor
4. Bíró Gábor
5. Elekné Becz Beatrix
6. Fodor Erika
7. Hajnal István
8. Halmosi István
9. Juhász Endréné
10. Kalocsainé Kokovai Erzsébet
11. Kárpáti Zoltán
12. Kecskés Éva
13. Király Róbertné
14. Kis Jenő Kálmánné Kenesei Éva
15. Kontra Miklósné Hegybíró Edit
16. Kovács Judit
17. Magyarfalvi Gábor
18. Maksay Klára
19. Pákozdi Erika
20. Pál Zoltán Attiláné
21. Parák Jánosné
22. Pécsi Géza
23. Pénzes Ferenc
24. Persaits László
25. Péterffy Pálné
26. Pletser József
27. Puskás Lajosné
28. Rábai Imre
29. Samu Sándorné
30. Scholz Lászlóné
31. Szabó Endréné Rácz Ilona
32. Szabóné Koczur Erzsébet
33. Szabóné Nagy Erzsébet
34. Szenn Istvánné
35. Szücsné Harkó Ágnes Enikő
36. Takács Géza
37. Zsigó Zsolt

1. Apagyi Mária
2. Babcsányi István
3. Bajnok Ibolya Ildikó
4. Bányai György
5. Becski Gézáné Dr. Bodzsár Éva
6. Bittmann Józsefné
7. Bogdán Marianna
8. Csíkvári Gábor
9. Deák András György
10. Dévényi László
11. Dombi György
12. Fehérné Kovács Zsuzsanna
13. Fülöpné dr. Homoki-Nagy Mária
14. Gál András
15. Géczi János
16. Gulyás Judit
17. Gurmai Zsuzsanna
18. Horváth Gábor
19. Horváth Tamás Imre
20. Hosszú Gyula
21. Hulmán István Dezsőné
22. Husti István
23. Jesús Reyes Nuñes
24. Koós Mária
25. Kotschy Andrásné
26. Kovács Krisztina
27. Köntösné Lőrincz Eszter
28. Kurucz Rózsa
29. Laib Lajos
30. Lakó Ferenc Péter
31. Lányi Erzsébet
32. Latorcai Ágnes
33. Maráczi Ernő
34. Márkus Lászlóné
35. Máténé Sej Jolán
36. Nagy Ignác
37. Pelczer Katalin
38. Pleskó Ilona Ágnes
39. Rádulyné dr. Fazekas Judit Ágnes
40. Reiger Andrea
41. Sályiné Pásztor Judit
42. Stettner Eleonóra
43. Szenográdi Péter
44. Szepesi Józsefné
45. Szoboszlay Sándor
46. Szöllősi János
47. Takács István
48. Tarné Éder Marianna
49. Varga András
50. Varga Lajos
51. Virga Gizella

1. Dr. Áprily Szilvia, a Kaposvári Egyetem, Agrár- és Környezettudományi Kar egyetemi docense, oktatási és akkreditációs dékánhelyettese,
2. Arató László, a Budapest XXII. kerületi Nádasdy Kálmán Alapfokú Művészeti Iskola és Általános Iskola intézményvezetője,
3. Balatoni Tamásné, a Magyarmecskei Általános Iskola nyugalmazott intézményvezetője,
4. Barják Gyöngyi, a Nógrád Megyei Pedagógiai Szakszolgálat gyógypedagógusa,
5. Dr. Beke János, a Szent István Egyetem, Gépészmérnöki Kar egyetemi tanára,
6. Benke Lászlóné, a szolnoki Kodály Zoltán Ének-zenei Általános Iskola és Néptánc Alapfokú Művészeti Iskola néptánctanára,
7. Besesekné Prof. Dr. Molnár Gyöngyvér, a Szegedi Tudományegyetem, Neveléstudományi Intézetének egyetemi tanára,
8. Csákányiné Sági Ágnes, a Budapest III. kerületi Szent Miklós Általános Iskola, Egységes Gyógypedagóiai Módszertani Intézmény, Kollégium és Gyermekotthon gyermekotthoni intézményegység-vezetője,
9. Deckerné Dr. Majer Zsuzsanna, az Eötvös Loránd Tudományegyetem Természettudományi Kar egyetemi docense,
10. Dr. Erdődi Ferenc, a Debreceni Egyetem Általános Orvostudományi Kar egyetemi tanára,
11. Dr. Fest Sarolta, a Gál Ferenc Főiskola Pedagógiai Kar főiskolai tanára,
12. Földházi Péterné, a Budapest II. kerületi Palotás Gábor Általános Iskola gyógypedagógusa,
13. Dr. Gerber Gábor, a Semmelweis Egyetem Fogorvostudományi Kar dékánja, egyetemi docense,
14. Gödri Enikő, a Budapest II. kerületi Budenz József Általános Iskola és Gimnázium pedagógusa,
15. Görög Imréné, a balassagyarmati Kiss Árpád Általános Iskola igazgatója,
16. Gráf Zsuzsanna, a Budapest XII. kerületi Városmajori Gimnázium és Kós Károly Általános Iskola középiskolai tanára, az Angelica Leánykar karnagya,
17. Gyurina Éva, a Somogy Megyei Duráczky József Óvoda, Általános Iskola, Egységes Gyógypedagógiai Módszertani Intézmény és Kollégium intézményvezetője,
18. Hartyányi Judit, a Liszt Ferenc Zeneművészeti Egyetem adjunktusa, a Nemzetközi Kodály Társaság tiszteletbeli tagja, művésztanár,
19. Dr. Huszthy Péter, a Budapesti Műszaki és Gazdaságtudományi Egyetem Vegyészmérnöki és Biomérnöki Kar egyetemi tanára,
20. Jurecz Emil, a Budapest XVII. kerületi Szabadság Sugárúti Általános Iskola igazgatója,
21. Kaukerné Romhányi Anikó Etelka, a várpalotai Várkerti Általános Iskola Vásárhelyi András Tagiskolájának pedagógusa,
22. Prof. Dr. Kecskeméti Valéria, a Semmelweis Egyetem Farmakológiai és Farmakoterápiás Intézet professor emeritája,
23. Kocsár Miklósné Herboly Ildikó, zenepedagógus, karvezető, a Kodály-módszer képviselője, a Nemzetközi Kodály-társaság volt alelnöke,
24. Kovácsné Krusevits Bernadett, a Győri Arany János Angol-Német Két Tanítási Nyelvű Általános Iskola intézményvezetője,
25. Lukácsi Huba, a Budai Ciszterci Szent Imre Gimnázium nyugalmazott zenetanára, diákszínpad vezetője, rendező tanára,
26. Matókné Misóczki Mária, a szekszárdi Garay János Általános Iskola és Alapfokú Művészeti Iskola intézményvezetője,
27. Mátrai Balázsné, az ösküi Tasner Antal Általános Iskola pedagógusa,
28. Mező-Halász Krisztina, a Nyíregyháza Huszár-telepi Sója Miklós Görögkatolikus Általános Iskola igazgatója,
29. Munkácsiné Kolozsi Katalin, a buji II. Rákóczi Ferenc Általános Iskola és Művészeti Iskola intézményvezetője,
30. Dr. Nagy Lajos, a Pannon Egyetem Mérnöki Kar egyetemi docense,
31. Dr. Orbán Jolán, a Pécsi Tudományegyetem Bölcsészettudományi Kar egyetemi tanára,
32. Orosz Lászlóné, az érdi Kőrösi Csoma Sándor Általános Iskola tanára,
33. Pap Gábor Sándorné, az Eötvös Loránd Tudományegyetem Informatikai Kar egyetemi docense,
34. Pásztorné Fenyves Lenke, a gyöngyöshalászi Széchenyi István Általános Iskola tanára,
35. Prekop Csilla, a Vadaskert Gyermek- és Ifjúságpszichiátriai Kórház gyógypedagógusa,
36. Rajnainé Sima Etel, a Budapest V. kerületi Hild József Általános Iskola intézményvezetője,
37. Rideg István, a karcagi Gábor Áron Gimnázium, Egészségügyi Szakközépiskola és Kollégium nyugalmazott középiskolai tanára,
38. Rózsáné Czigány Enikő, az Eötvös Loránd Tudományegyetem Tanító- és Óvóképző Kar gyógypedagógusa, szaktanára, fogyatékosság-ügyi referense,
39. Rozsnyai Margit Terézia, a hernádvécsei Körzeti Általános Iskola pedagógusa,
40. Simonné Dr. Pallós Piroska, a Kaposvári Egyetem Művészeti Kar egyetemi docense, megbízott oktatási és minőségbiztosítási dékánhelyettese,
41. Sorki Dala Andor, festő- és grafikusművész, költő, művésztanár,
42. Stummer Mária, a zalaegerszegi Nyitott ház Óvoda, Általános Iskola, Fejlesztő Iskola, Egységes Gyógypedagógiai Módszertani Intézmény gyógypedagógiai tanára, igazgatója,
43. Szabó László, a Magyar Máltai Szeretetszolgálat Kelta Vendéglátó Szakközépiskola és Szakiskola bölcsész tanára, tagozatvezetője,
44. Szabóné Mátrai Marianna, az Evangélikus Hittudományi Egyetem Gyakorlati Intézetének megbízott vezetője,
45. Dr. Szikora Béla, a Budapesti Műszaki és Gazdaságtudományi Egyetem Villamosmérnöki és Informatikai Kar egyetemi docense,
46. Tihor Lászlóné, a keceli II. János Pál Katolikus Általános Iskola és Óvoda pedagógusa,
47. Tóthné Szabó Anna, a Borsod-Abaúj-Zemplén Megyei Óvoda, Általános Iskola, Speciális Iskola, Kollégium és Egységes Gyógypedagógiai Módszertani Intézmény intézményvezető-helyettese, gyógypedagógusa,
48. Tündik Tamás, a Budapest XI. kerületi Domokos Pál Péter Általános Iskola pedagógusa, néptáncoktatója,
49. Dr. Varga László, a Nyugat-magyarországi Egyetem, Benedek Elek Pedagógiai Kar tudományos és külügyi dékánhelyettese, egyetemi docense,
50. Dr. Végh Lászlóné, nyugalmazott középiskolai tanár, a Bolyai János Matematika Társulat tagja,
51. Prof. Dr. Vetter János, a Szent István Egyetem, Állatorvos-tudományi Kar egyetemi tanára,
52. Vighné Károlyi Katalin, a Jász-Nagykun-Szolnok Megyei Kádas György Óvoda, Általános Iskola, Szakiskola, Egységes Gyógypedagógiai Módszertani Intézmény és Kollégium intézményvezetője,
53. Zátonyi Sándor, a békéscsabai Szent-Györgyi Albert Gimnázium, Szakközépiskola és Kollégium pedagógusa.

1. Almási Katalin, a biri Dankó Pista Egységes Óvoda- Bölcsőde, Általános Iskola, Középiskola, Kollégium és Alapfokú Művészeti Iskola intézményvezetője,
2. Batári Zsolt, a nyírteleki Gyermekekért SOS 90 Alapítvány Kedvesház Kollégium intézményvezetője,
3. Bischofné Blandl Mária, a Bólyi Általános Iskola és Alapfokú Művészeti Iskola intézményvezetője,
4. Boldizsár Bertalan Gyula, a Mezőkövesdi Általános Iskola és Alapfokú Művészeti Iskola Szent Imre Tagiskolájának tagintézmény-vezetője,
5. Boros Zoltán, a taktaharkányi Apáczai Csere János Általános Iskola nyugdíjazott intézményvezetője,
6. Dr. Buttyán Levente, a Budapesti Műszaki és Gazdaságtudományi Egyetem Villamosmérnöki és Informatikai Kar egyetemi docense,
7. Csatóné Zsámbéky Ildikó, a győri Révai Miklós Gimnázium és Kollégium intézményvezető-helyettese,
8. Cselikné Juhász Ildikó, a pécsi Városközponti Általános Iskola és Alapfokú Művészeti Iskola intézményvezetője,
9. Domonkos László, a Győri Műszaki Szakképzési Centrum Jedlik Ányos Gépipari és Informatikai Szakgimnázium, Szakközépiskola és Kollégium intézményvezetője,
10. Földesi László, a Hódmezővásárhelyi Szakképzési Centrum Sághy Mihály Szakgimnázium, Szakközépiskola és Kollégium iskolapedagógusa,
11. Dr. Fülöp István, a Szent István Egyetem Gépészmérnöki Kar mestertanára,
12. Gaál Tibor, az Állatorvostudományi Egyetem egyetemi tanára,
13. Görögné Horacsek Melitta, a Győri Szolgáltatási Szakképzési Centrum Baross Gábor Két Tanítási Nyelvű Közgazdasági és Ügyviteli Szakgimnázium nyugalmazott tagintézmény-vezetője,
14. Igó Lenke, a Liszt Ferenc Zeneművészeti Egyetem Kodály Intézet nyugalmazott tanára, zenepedagógus,
15. Dr. Jeneiné Makrai Erika, a Nyíregyházi Szakképzési Centrum Zay Anna Egészségügyi, Informatikai Szakközépiskola és Kollégium szakmai igazgatóhelyettese,
16. Dr. Kalapos Tibor, az Eötvös Loránd Tudományegyetem Természettudományi Kar egyetemi docense,
17. Kiss Árpád, a Nyírpilisi Általános Iskola nyugalmazott intézményvezetője,
18. Kovács Béla Kolozs, a Szegedi Tudományegyetem Gyakorló Gimnázium és Általános Iskola nyugalmazott középiskolai tanára,
19. Lóskáné Dr. Szili Katalin, az Eötvös Loránd Tudományegyetem Bölcsészettudományi Kar habilitált egyetemi docense, tanszékvezetője,
20. Dr. Marosán Miklós, az Állatorvostudományi Egyetem egyetemi docense,
21. Murányi Sándor, a salgótarjáni Illyés Gyuláné Óvoda, Általános Iskola, Speciális Szakiskola és Egységes Pedagógiai Szakszolgálat nyugalmazott intézményvezetője,
22. Őszi Tamásné, az Autizmus Alapítvány Egységes Gyógypedagógiai Módszertani Intézmény vezetője,
23. Dr. Patkós József, a monori Jászai Mari Általános Iskola intézményvezetője,
24. Pék József, a Zalaegerszegi Szakképzési Centrum Ganz Ábrahám Szakgimnázium nyugalmazott pedagógusa,
25. Dr. Riba Pál, a Semmelweis Egyetem Általános Orvostudományi Kar egyetemi docense,
26. Dr. Szabó László Imre, a Liszt Ferenc Zeneművészeti Egyetem egyetemi tanára,
27. Tóth László István, a Szent István Egyetem Ybl Miklós Építéstudományi Kar főiskolai docense,
28. Tőkés András, fizikatanár, a Romániai Magyar Pedagógusok Szövetségének alapító tagja,
29. Vajdovich Györgyi, az Eötvös Loránd Tudományegyetem Bölcsészettudományi Kar habilitált egyetemi docense,
30. Dr. Völgyesi Lajos, a Budapesti Műszaki és Gazdaságtudományi Egyetem Építőmérnöki Kar professor emeritusa.

1. Alexa Tiborné, a Cházár András Egységes Gyógypedagógiai Módszertani Intézmény, Szakiskola, Készségfejlesztő Iskola, Kollégium Simon Antal Tagintézmény gyógypedagógusa,
2. Bálint Ferenc, a brassói Áprily Lajos Főgimnázium pedagógusa,
3. Dr. Barta Judit, a Miskolci Egyetem Állami és Jogtudományi Kar tanszékvezetője,
4. Csiszár Mária, a Zalaegerszegi Zrínyi Miklós Gimnázium nyugalmazott pedagógus,
5. Prof. Dr. Dévai György, a Debreceni Egyetem Természettudományi Kar, Hidrobiológiai Tanszék Professor Emeritusa,
6. Dr. Fehérvizi Judit, a Budapest V. Kerületi Xántus János Két Tanítási Nyelvű Gimnázium és Szakgimnázium intézményvezetője,
7. Fejérdy Péter DLA, a Budapesti Műszaki és Gazdaságtudományi Egyetem adjunktusa,
8. Fenyő D. György, az ELTE Radnóti Miklós Gyakorló Általános Iskola és Gimnázium pedagógusa,
9. Gál Laura Gyöngyi, a Kaposvári Egyetem mesteroktatója,
10. Hamzáné Szita Ilona, az Észak-Budapesti Tankerületi Központ Megyeri Úti Általános Iskola intézményvezetője,
11. Dr. Heinerné Dr. Barzó Tímea Tünde, a Miskolci Egyetem, Állam- és Jogtudományi Kar tanszékvezető egyetemi docense,
12. Dr. Kerényi György Zsolt, a Budapesti Műszaki és Gazdaságtudományi Egyetem tanszékvezető-helyettese, egyetemi docense,
13. Dr. Kisfaludy Márta, az Óbudai Egyetem intézetigazgatója,
14. Kundakker Ferencné, a Dunaújvárosi Szakképzési Centrum Kereskedelmi és Vendéglátóipari Szakgimnáziuma és Szakközépiskolája nyugdíjas pedagógusa, óraadó tanára,
15. Dr. Lázár László, a Szegedi Tudományegyetem, Gyógyszerésztudományi Kar oktatási dékánhelyettese, egyetemi docense,
16. Mikó Gyöngyi, a nyíregyházi Vasvári Pál Gimnázium középiskolai tanára,
17. Molnárné Büttner Mária, a szolnoki Varga Katalin Két Tanítási Nyelvű Gimnázium nyugalmazott pedagógusa,
18. Dr. Mrázik Julianna, a Pécsi Tudományegyetem Bölcsészettudományi Kar, Neveléstudományi Intézet intézetigazgató-helyettese, egyetemi docense,
19. Dr. Nagy Béla, a szolnoki Varga Katalin Gimnázium pedagógusa,
20. Palánczné Németh Zsuzsanna, az Újbudai Speciális Szakiskola igazgatója, tagintézmény-vezetője,
21. Rajnai Károly, a soproni Hunyadi János Evangélikus Óvoda és Általános Iskola igazgatója,
22. Dr. Sugár András, a Budapesti Corvinus Egyetem tanszékvezetője, egyetemi docense,
23. Dr. Szabó András, a Károli Gáspár Református Egyetem és a Révkomáromi Selye János Egyetem egyetemi tanára,
24. Számadó László, az Óbudai Árpád Gimnázium középiskolai tanára,
25. Prof. Dr. Szenes Zoltán, a Nemzeti Közszolgálati Egyetem Nemzetközi és Európai Tanulmányok Kar egyetemi tanára,
26. Toldi Attila Csaba, a kisújszállási Illéssy Sándor Baptista Gimnázium
27. Szakgimnázium és Szakközépiskola igazgatója,
28. Dr. Visnovitz György, a Budapesti Műszaki és Gazdaságtudományi Egyetem egyetemi docense,
29. Wagner László, a Váci Szakképzési Centrum Király Endre Szakgimnázium és Szakközépiskola pedagógusa,
30. Dr. Bauer András, a Budapesti Corvinus Egyetem egyetemi tanára,
31. Dr. Rapos Nóra, az Eötvös Loránd Tudományegyetem Pedagógiai és Pszichológiai Kar egyetemi docense.

1. Ágoston Gabriella Marianna, a Mozgásjavító Óvoda, Általános iskola, Gimnázium, Szakgimnázium, Egységes Gyógypedagógiai Módszertani Intézmény és Kollégium gyógypedagógusa
2. Fabényi Réka Mária, a Budapest III. Kerületi Csalogány Óvoda, Általános Iskola, Készségfejlesztő Iskola, Egységes Gyógypedagógiai és Módszertani Intézmény, Kollégium és Gyermekotthon gyógypedagógusa
3. Homor Istvánné, a budapesti Hubay Jenő Zeneiskola Alapfokú Művészeti Iskola tanára
4. Dr. Horváth József, a csurgói Csokonai Vitéz Mihály Református Gimnázium, Általános Iskola és Kollégium nyugalmazott tanára
5. Nyiri Tibor, a szerencsi Bocskai István Katolikus Gimnázium és Szakgimnázium pedagógusa
6. Pénzes Ottó, a mátészalkai Képes Géza Általános Iskola intézményvezetője
7. Rátkainé Hegedűs Ilona Julianna, a Szandaszőlősi Általános Iskola és Alapfokú Művészeti Iskola tanítója,
8. Szabó Borbála, a budapesti Prizma Általános Iskola és Óvoda, Egységes Gyógypedagógiai és Módszertani Intézmény fejlesztő gyógypedagógusa
9. Száray Miklós, az Eötvös Loránd Tudományegyetem Apáczai Csere János Gyakorló Gimnázium és Kollégium nyugalmazott vezetőtanára
10. Szepes Lajos, a Neumann János Egyetem Petőfi Sándor Gyakorló Általános Iskola és Óvoda nyugalmazott igazgatója
11. Szöllősiné Dr. Vári Zsuzsanna, a Fővárosi Pedagógiai Szakszolgálat XII. Kerületi Tagintézményének igazgatója
12. Uzsalyné Pécsi Rita, a Váci Egyházmegye Katolikus Iskolák Felügyeletének pedagógiai igazgatója
13. Várnai Zsuzsanna, a Farkasréti Általános Iskola tanára
14. Dr. Vizi László Tamásné, a székesfehérvári Tóparti Gimnázium és Művészeti Szakgimnázium intézményvezetője
15. Volczné Sinka Marianna, a bekecsi II. Rákóczi Ferenc Informatikai és Matematikai Általános Iskola intézményvezetője

1. Ádám Ildikó Kinga, matematika-ének szakos tanár, a Ceglédi Tankerületi Központ, Tessedik Sámuel Általános Iskola intézményvezetője
2. Aranyi Imre, a Debreceni Tankerületi Központ Fazekas Mihály Gimnázium intézményvezetője
3. Balatoni Katalin, a Károli Gáspár Református Egyetem néptánc-pedagógusa, neveléstudományi kutatója
4. Bárcziné Kulcsár Júlia, a jászberényi Szent István Körúti Egységes Gyógypedagógiai Módszertani Intézmény, Általános Iskola, Szakiskola és Készségfejlesztő Iskola intézményvezetője
5. Debre Istvánné, nyugalmazott pedagógus
6. Farkas István Ferenc, a dunaszigeti római katolikus plébánia plébánosa, nyugalmazott középiskolai tanár és gimnáziumi igazgató
7. Gutai Pálné, ceglédi Erkel Ferenc Alapfokú Művészeti Iskola Albertirsai Tagintézményének vezetője
8. Győri Izabella, a nyíregyházi Vasvári Pál Gimnázium tanára
9. Nagy Jenőné, az Óvodapedagógusok Országos Egyesületének elnöke, a szarvasi Gál Ferenc Főiskola Pedagógiai Kar nyugalmazott főiskolai adjunktusa
10. Sápi Zoltán, Üllés, Forráskút, Csólyospálos Községi Általános Iskola és Alapfokú Művészeti Iskola intézményvezetője
11. Szabóné Reiner Anikó, a Fővárosi Sztehlo Gábor Gyermekotthon és Fogyatékosokat Befogadó Otthonok, valamint a Pedagógiai Szakszolgálat gyógypedagógusa

1. Ammerné Nagymihály Emília, a Gennaro
2. Dr. Bredács Alice Pécsi Tudomány Egyetem Művészeti Kar Verolino Általános Iskola, Készségfejlesztő Iskola és Kollégium igazgatója
3. Bácsi János, az SZTE Juhász Gyula Gyakorló Általános Iskola igazgatója
4. Bánhegyi Péterné, a Fejér Megyei Pedagógiai Szakszolgálat gyógypedagógusa
5. Czétényi Andrásné, a Budapesti Ward Mária Általános Iskola, Gimnázium és Zeneművészeti Szakgimnázium tanára
6. Deák-Takács Szilvia, a kisvárdai Bessenyei György Gimnázium és Kollégium magyartanára
7. Gólya Györgyné, a nyíradonyi Szent Mihály Görögkatolikus Óvoda, Általános Iskola és Alapfokú Művészeti Iskola igazgatója
8. Hajdu Hajnalka, a sajószögedi Kölcsey Ferenc Általános és Alapfokú Művészeti Iskola igazgatója
9. Ittzésné Kövendi Kata, a kecskeméti Kodály Iskola nyugalmazott tanára
10. Kosztya Zoltán Pál, a Méhteleki Általános Iskola igazgatója
11. Kovács Tibor, a Budapest XV. Kerületi Károly Róbert Általános Iskola nyugalmazott intézményvezetője, biológia-földrajz szakos tanára, okleveles humánökológus
12. Metzinger Péterné, a Bajai Óvoda, Általános Iskola, Speciális szakiskola, Kollégium és Egységes Gyógypedagógiai Módszertani Intézmény gyógypedagógusa
13. dr. Miklós Endréné, a kaposvári Táncsics Mihály Gimnázium biológia-kémia szakos tanára
14. Molnár Rita, a Váci Madách Imre Gimnázium tanára
15. Mosányi Emőke Éva, a Fővárosi Pedagógiai Szakszolgálat főigazgatója
16. Palicz István, Deák Úti Óvoda, Általános Iskola, Szakiskola, Készségfejlesztő Iskola, Fejlesztő Nevelést-Oktatást Végző Iskola, Kollégium és Egységes Gyógypedagógiai Módszertani Intézmény vezetője
17. Pinterics János, a Pest Megyei Pedagógiai Szakszolgálat főigazgatója
18. Porogi András, a budapesti Toldy Ferenc Gimnázium igazgatója
19. Scherer Gabriella, a bajai Magyarországi Németek Általános Művelődési Központja volt főigazgatója
20. Szabó Árpád, a Szerencsi Tankerületi Központ igazgatója
21. Szabó Gyula, a debreceni Epreskerti Általános Iskola intézményvezetője
22. Szénásiné dr. Steiner Rita, az ELTE Trefort Ágoston Gyakorló Gimnázium tanára
23. Szívósné Vásárhelyi Zsuzsanna, a győri Kazinczy Ferenc Gimnázium magyartanára
24. Szügyi Dezső, a szolnoki Széchenyi Körúti Sportiskolai Általános Iskola és Alapfokú Művészeti Iskola nyugalmazott igazgatója
25. Tankócziné Nagy Ildikó, az ópályi Jókai Mór Általános Iskola igazgatóhelyettese
26. Tirjákné Prisztavok Ágnes, a békéscsabai Jankay Tibor Két Tanítási Nyelvű Általános Iskola igazgatója
27. Török János, a Balassagyarmati Tankerületi Központ alkalmazásában, a „Mosoly Egymi” utazó gyógypedagógusa
28. Tumann Imre gyógypedagógiai tanár, a váci Cházár András Egységes Gyógypedagógiai Módszertani Intézmény nyugalmazott igazgatója
29. Turek Ferencné, a debreceni Kemény Zsigmond Utcai Óvoda intézményvezetője
30. Turnerné Gadó Ágnes, az Újpesti Karinthy Frigyes Magyar-Angol Két Tanítási Nyelvű Általános Iskola intézményvezetője
31. Varga Mária, a békásmegyeri a Veres Péter Gimnázium matematika-fizika szakos tanára
32. Dr. Vigh Kálmán István, a szombathelyi ELTE Bolyai János Általános Iskola és Gimnázium történelemtanára
33. Zmák Julianna Borbála, a gödöllői Hajós Alfréd Általános Iskola igazgatója
34. Zupánné Fila Edit, a budapesti Eötvös József Gimnázium matematika-fizika szakos tanára